# Museo archeologico nazionale di Taranto
Il Museo Archeologico Nazionale di Taranto (MArTA) è un museo statale italiano. Espone una delle più grandi collezioni di manufatti risalenti all'epoca della Magna Grecia, tra cui i famosi ori di Taranto.
È di proprietà del Ministero per i beni e le attività culturali, che dal 2014 lo ha annoverato tra gli istituti museali dotati di autonomia speciale.

## Collocazione
Sito in Corso Cavour al civico 10, fu fondato nel 1887 ed occupa la sede dell'ex convento di San Pasquale di Baylon, edificato nel XVIII secolo.
L'archeologo Luigi Viola voleva farne un Museo della Magna Grecia, ma esso è sempre stato dedicato principalmente alla documentazione archeologica di Taranto e del resto della Puglia.
Il museo rimase chiuso nei primi anni '60 per lavori di ampliamento e di riordino. A completamento di tali lavori, il 4 aprile 1963 il museo fu inaugurato alla presenza del Presidente della Repubblica, Antonio Segni, il quale comunicò poi il proprio compiacimento per l'ampiezza della raccolta dei reperti archeologici e per la loro suggestiva sistemazione tramite il Ministro della Pubblica istruzione, Luigi Gui.
Chiuso nuovamente per essere sottoposto a lavori di restauro dal mese di gennaio del 2000, anno a partire dal quale fu mantenuta un'esposizione parziale presso Palazzo Pantaleo, riapre nuovamente al pubblico il 20 dicembre 2007 dopo una serie di interventi di rinnovamento, ampliamento e restauro. Alcuni di questi interventi, in particolare dei primi 2 livelli del complesso, sono stati realizzati grazie ai fondi del gioco del lotto, in base a quanto regolato dalla legge 662/96.
Il piano rialzato del museo è utilizzato per esposizioni temporanee e convegni. Il primo piano ospita la sezione greco-romana inerente alla società tarantina. Il secondo piano, inaugurato nell'estate del 2016, ospita la sezione preistorica del Paleolitico e dell'età del Bronzo inerente all'intero territorio pugliese. Il 5 Aprile 2023 vi è stata la presentazione, in presenza del ministro della cultura Sangiuliano, del gruppo scultoreo "Orfeo e le Sirene", trafugato in Svizzera negli anni 70 e successivamente ospitato al Paul Getty Museum di Los Angeles, per poi ritornare in Italia cinquant'anni dopo; ora l'opera è in esposizione permanente al piano primo del museo. Pochi giorni dopo, in occasione delle festività di Pasqua, si è registrato il record assoluto di visitatori al MArTA registrando più di cinquemila biglietti nel fine settimana pasquale.

## Sezione greco-romana

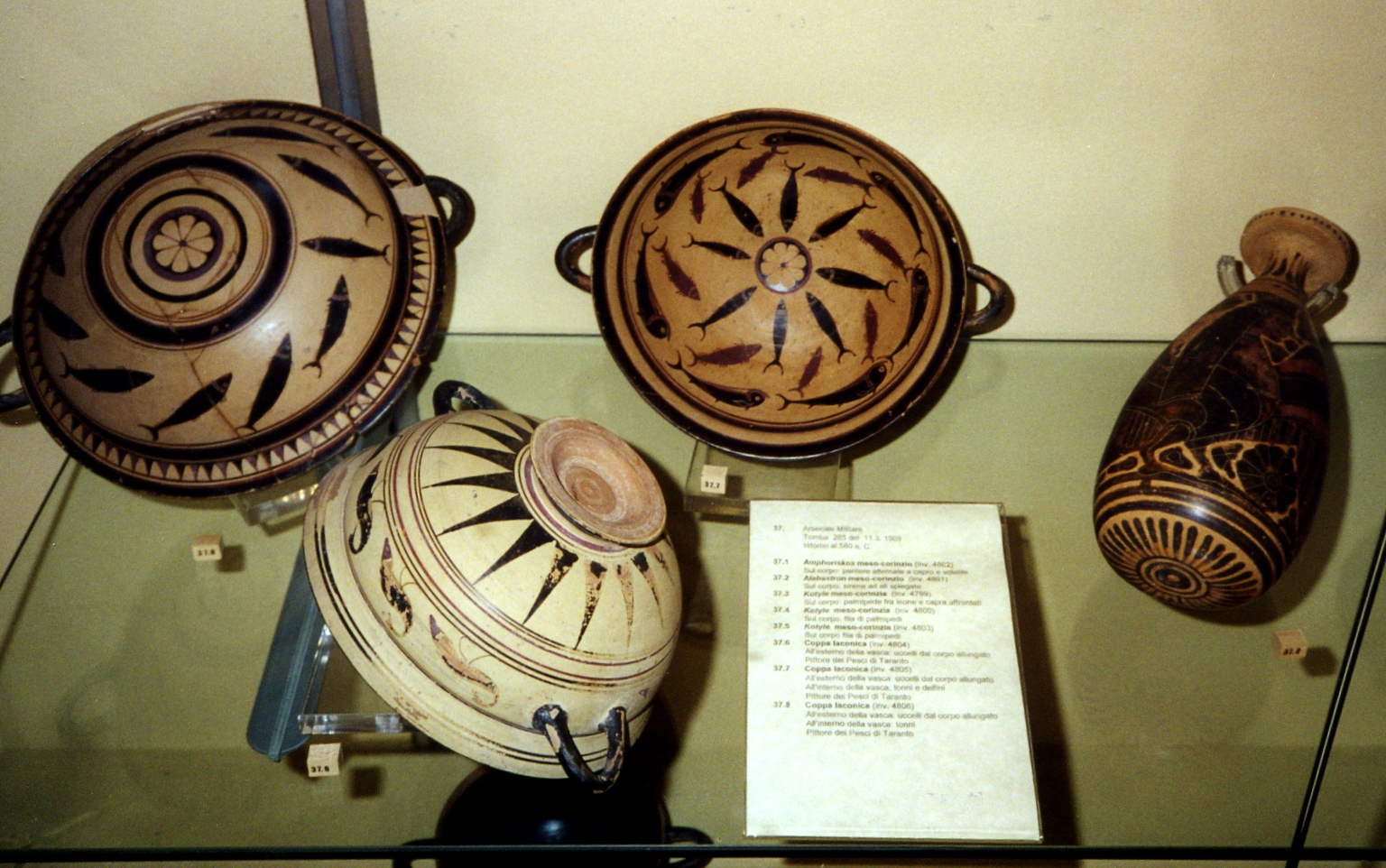
Ceramiche risalenti al 580 a.C.

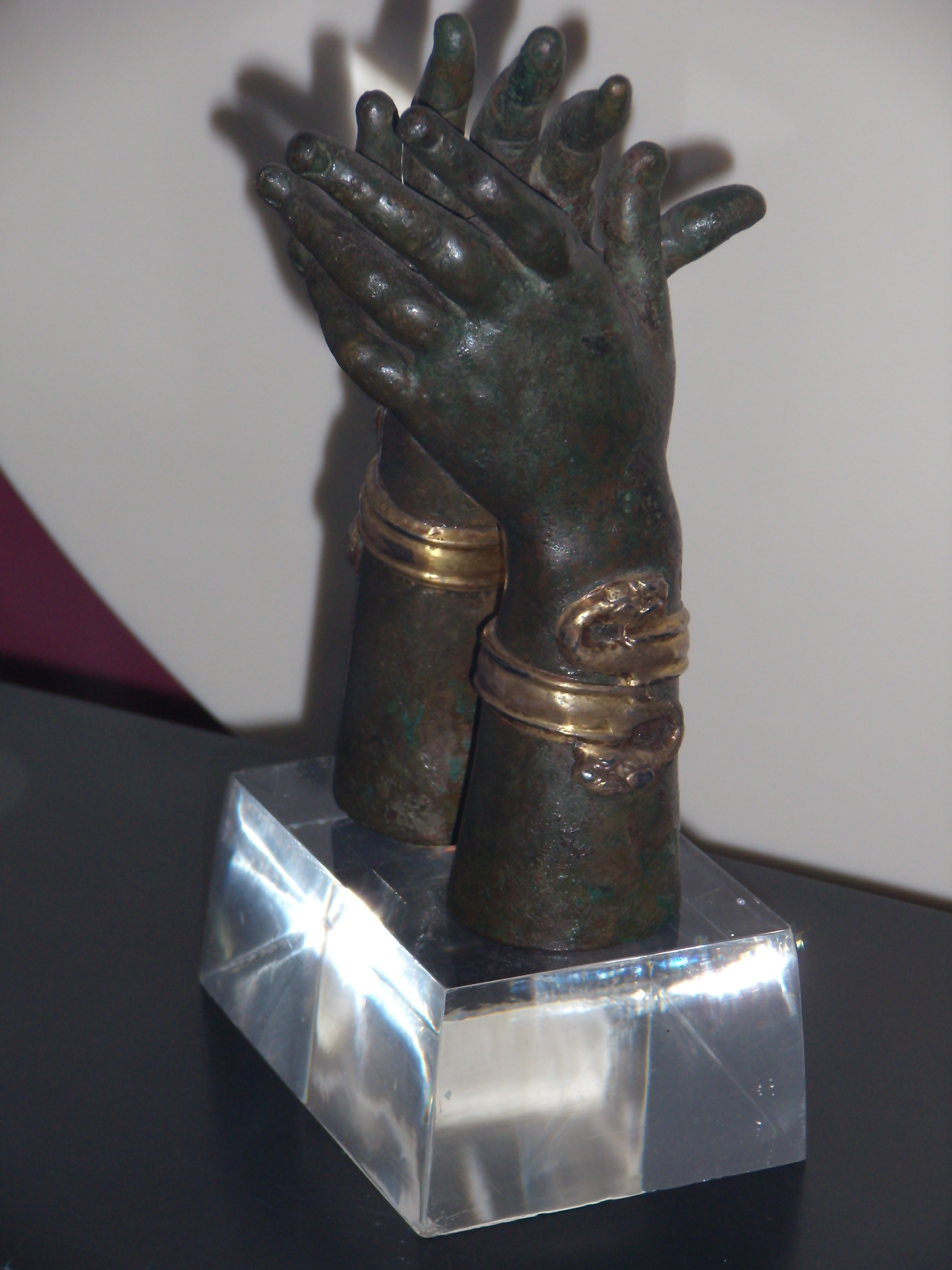
Schiaccianoci

I reperti della sezione greco-romana sono sistemati in base alla tipologia dei materiali: sculture in marmo, tombe monumentali, sculture in pietra tenera, ceramiche delle necropoli, oreficerie.
Due sale sono dedicate alle sculture in marmo risalenti all'età ellenistica, tra cui figurano statue realizzate con il marmo bianco proveniente dalle cave dell'Isola di Paros; vi sono poi opere minori, alcune delle quali sono copie di originali famosi.
Un'altra sala espone sculture, mosaici ed epigrafi provenienti da edifici pubblici e privati, tra cui figurano le teste in pietra di carparo risalenti al periodo romano.
Le sale dedicate alla ceramica proveniente dalla necropoli sono organizzate secondo un percorso cronologico che va dal periodo della fondazione di Taranto fino all'età arcaica, tra cui figurano le ceramiche protocorinzie e corinzie realizzate nella città di Corinto e poi esportate, provenienti per la maggior parte da corredi funerari. Dalle necropoli di età arcaica provengono, invece, i vasi in argilla rosata con figurazioni in nero, con illustrazioni di personaggi e scene della mitologia e dell'atletica. Di rilievo è la collezione di oggetti in oro risalenti al periodo che va dall'età arcaica all'epoca bizantina, con esemplari di pregio e di straordinaria fattura, nonché piccoli oggetti di uso comune, tra cui specchi, scatole porta trucco e spilloni.
Alcune sale del museo sono, infine, dedicate ad una mostra permanente sulla società aristocratica a Taranto tra il VI ed il IV secolo a.C.
Si notano tra i reperti esposti:
- le sculture in marmo, tra le quali la "Statua acefala di divinità femminile", la "Kore" del 500 a.C., la "Testa di Herakles", la "Statua votiva di Athena";
- la collezione di statue, tra le quali lo "Zeus" da Ugento (LE) in bronzo, la "Testa di Afrodite", il "Corpo di Ninfa";
- la collezione di ceramiche provenienti dalla necropoli, tra le quali il "Bronzetto di un cavallo", "Aryballos", "Skyphos del Pittore di Teseo", le tre "Kylikes";
- i corredi funerari, tra cui la "Kylix con la maschera della Gorgone", la "Kylix del Pittore dei pesci", i gioielli in oro con il prezioso "Diadema fiorito" da Canosa, le "Coroncine", gli "Orecchini a disco con tre pendenti";
- la "Tomba dell'Atleta", attribuita ad un uomo vissuto a Taranto presumibilmente nel V secolo a.C.

Una copia è invece la dea in trono realizzata tramite scansione laser nel 2016 della cosiddetta Dea di Taranto esposta all'Altes Museum nella Museuminsel di Berlino.

## La collezione Ricciardi
Il museo di Taranto ospita la collezione Ricciardi, una raccolta di opere pittoriche. Il tarantino Mons. Giuseppe Ricciardi, vescovo di Nardò,  con testamento olografo depositato nel 1908 e conservato presso l’archivio notarile di Taranto, donò la sua collezione presente nel suo palazzo di Taranto e nel palazzo episcopale di Nardò al Regio Museo della città bimare. La collezione comprende un'icona bizantina ed una Addolorata piangente su lastra di zinco, gli altri diciotto quadri, tutti con soggetti di ispirazione religiosa datati fra XVII e XVIII secolo. Alcune opere sono riconducibili alla scuola napoletana di Paolo de Matteis, Francesco De Mura, Luca Giordano, Francesco Solimena e Andrea Vaccaro. Sono presenti anche quadri più tardi attribuiti a Leonardo Antonio Olivieri di Martina Franca e produzioni centro-settentrionali come un dipinto del senese Rutilio Manetti.

## Sovrintendenti e direttori
- Luigi Viola
- Quintino Quagliati
- Renato Bartoccini
- Ciro Drago
- Nevio Degrassi
- Attilio Stazio
- Felice Gino Lo Porto
- Dinu Adameșteanu
- Ettore Maria De Juliis
- Giuseppe Andreassi
- Luigi La Rocca

Direttori (da quando il museo è a gestione autonoma)
- Direttore Prof. Massimo Osanna con delega a Dott.ssa Claudia Lucchese
- Direttrice Dott.ssa Stella Falzone

## Galleria d'immagini

### Scultura

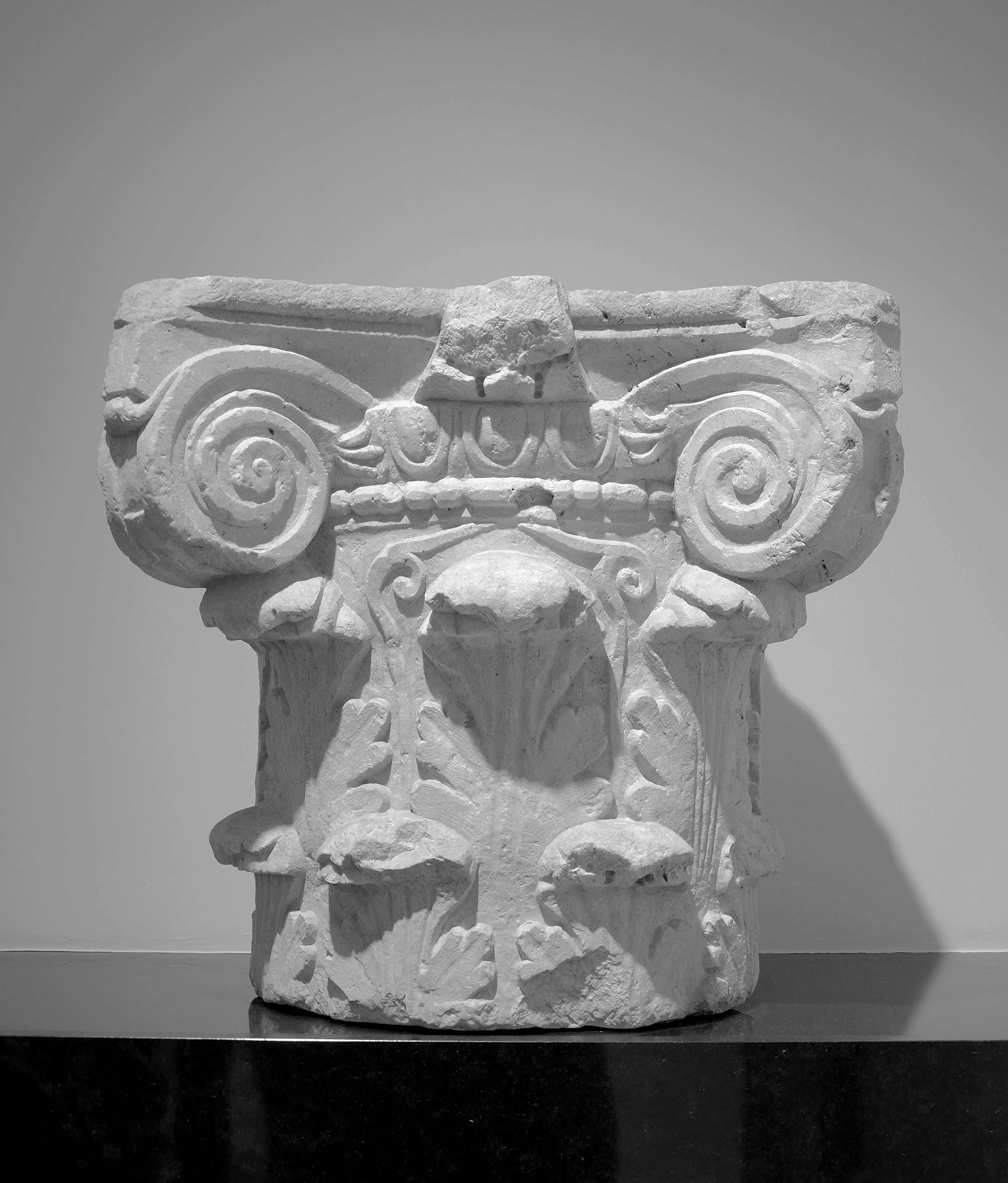
Capitello ionico
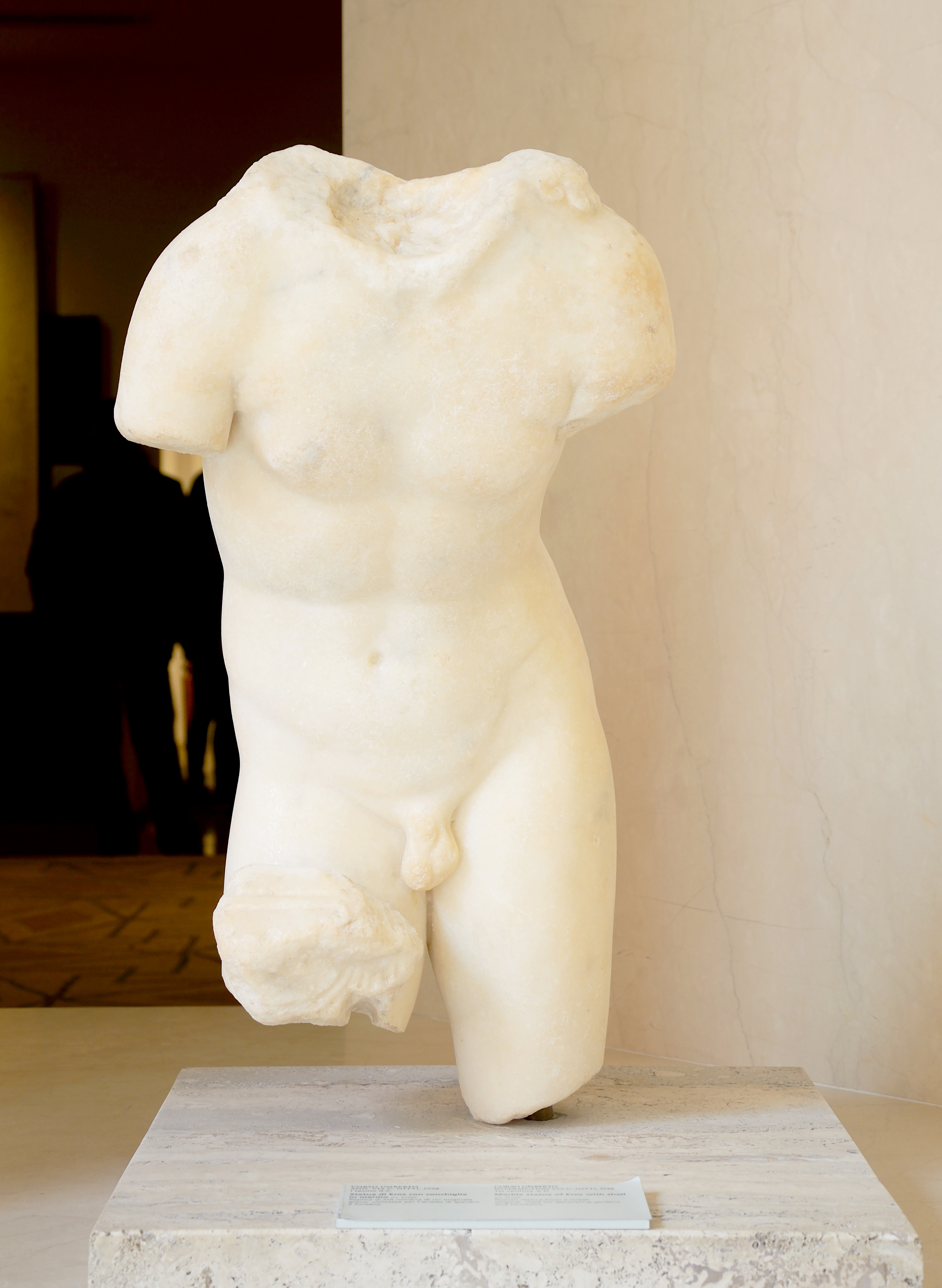
Torso di ragazzo
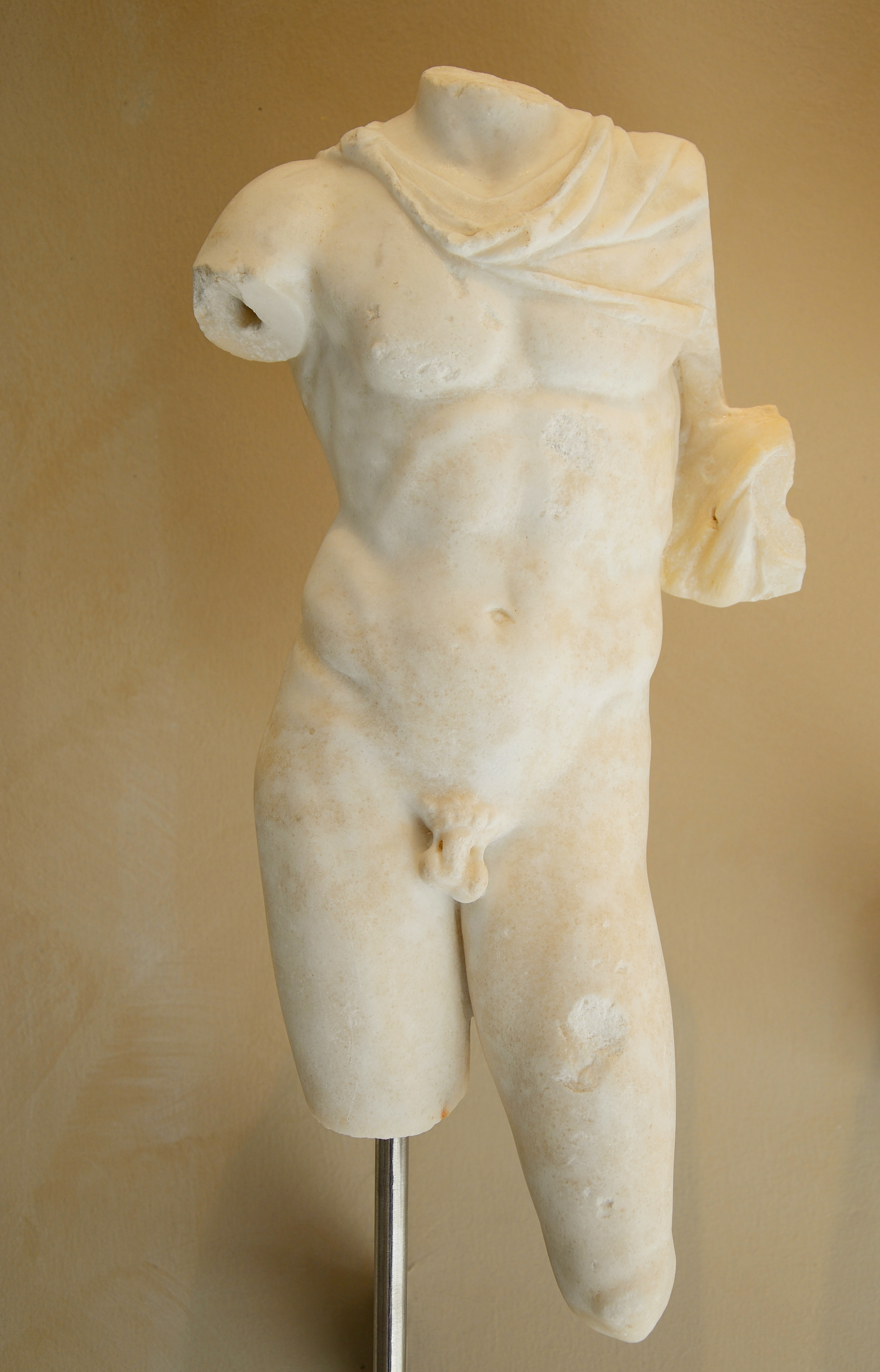
Torso di un uomo
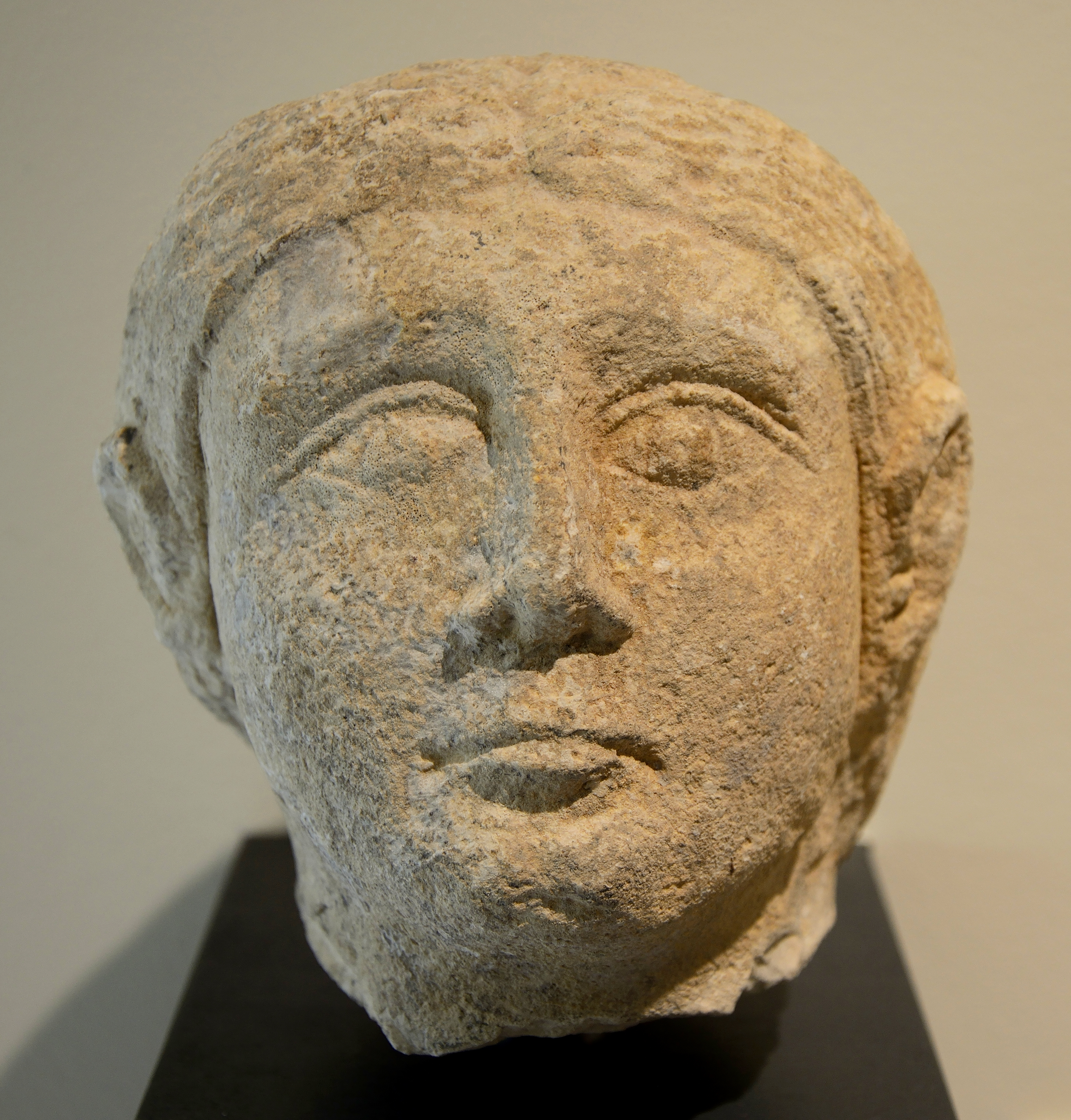
Testa di donna
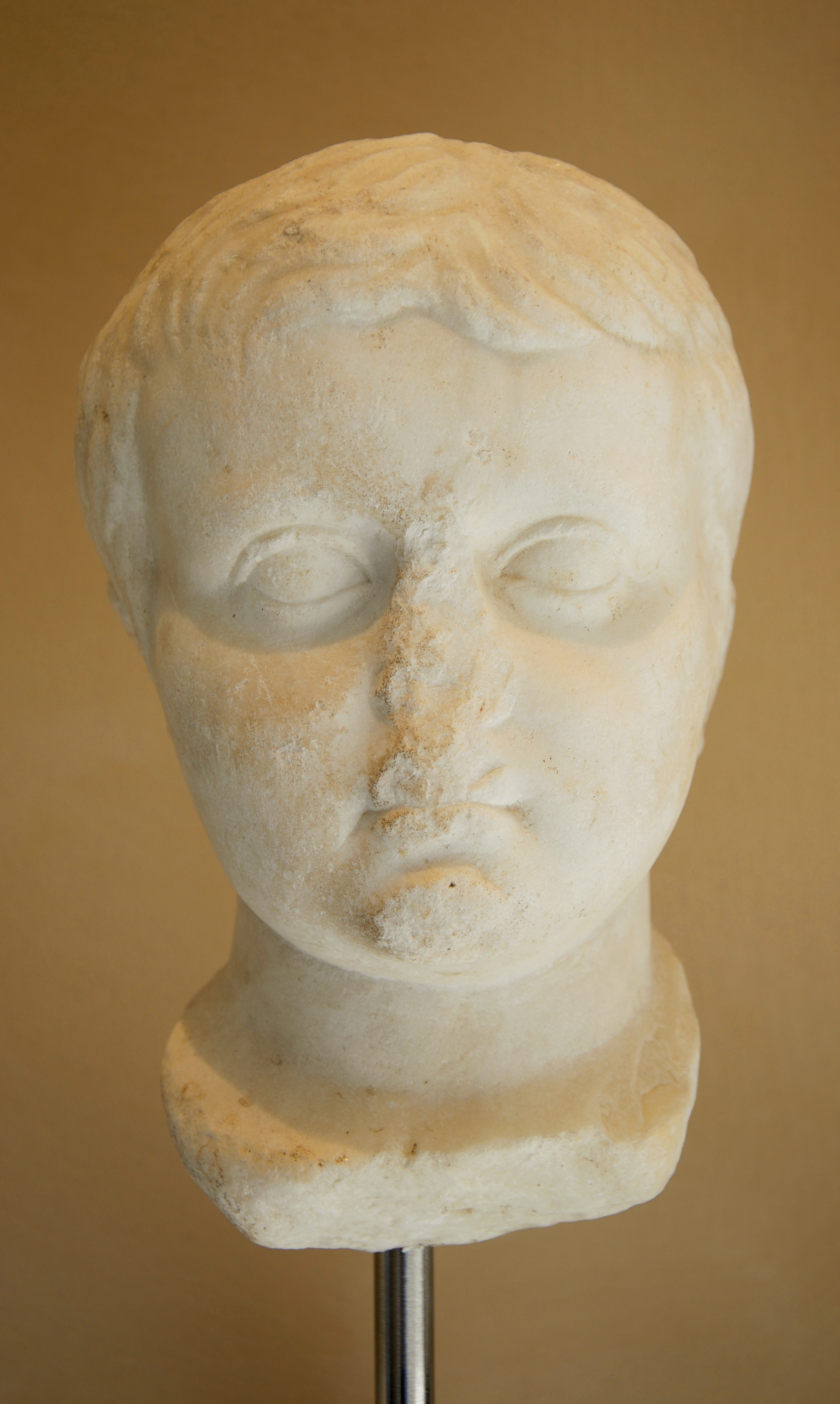
Testa di bambino
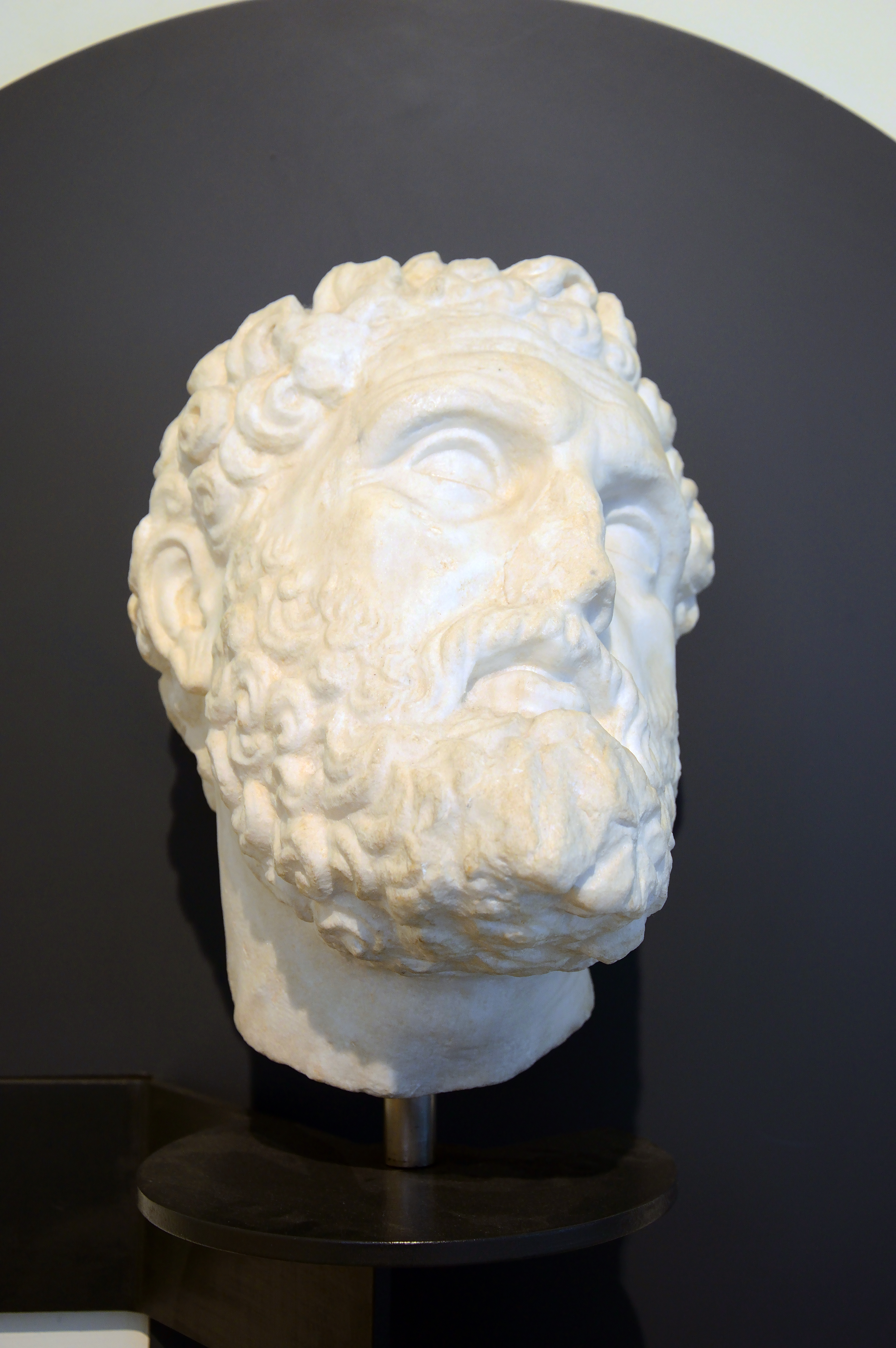
Testa di Ercole copia di un'opera di Lisippo
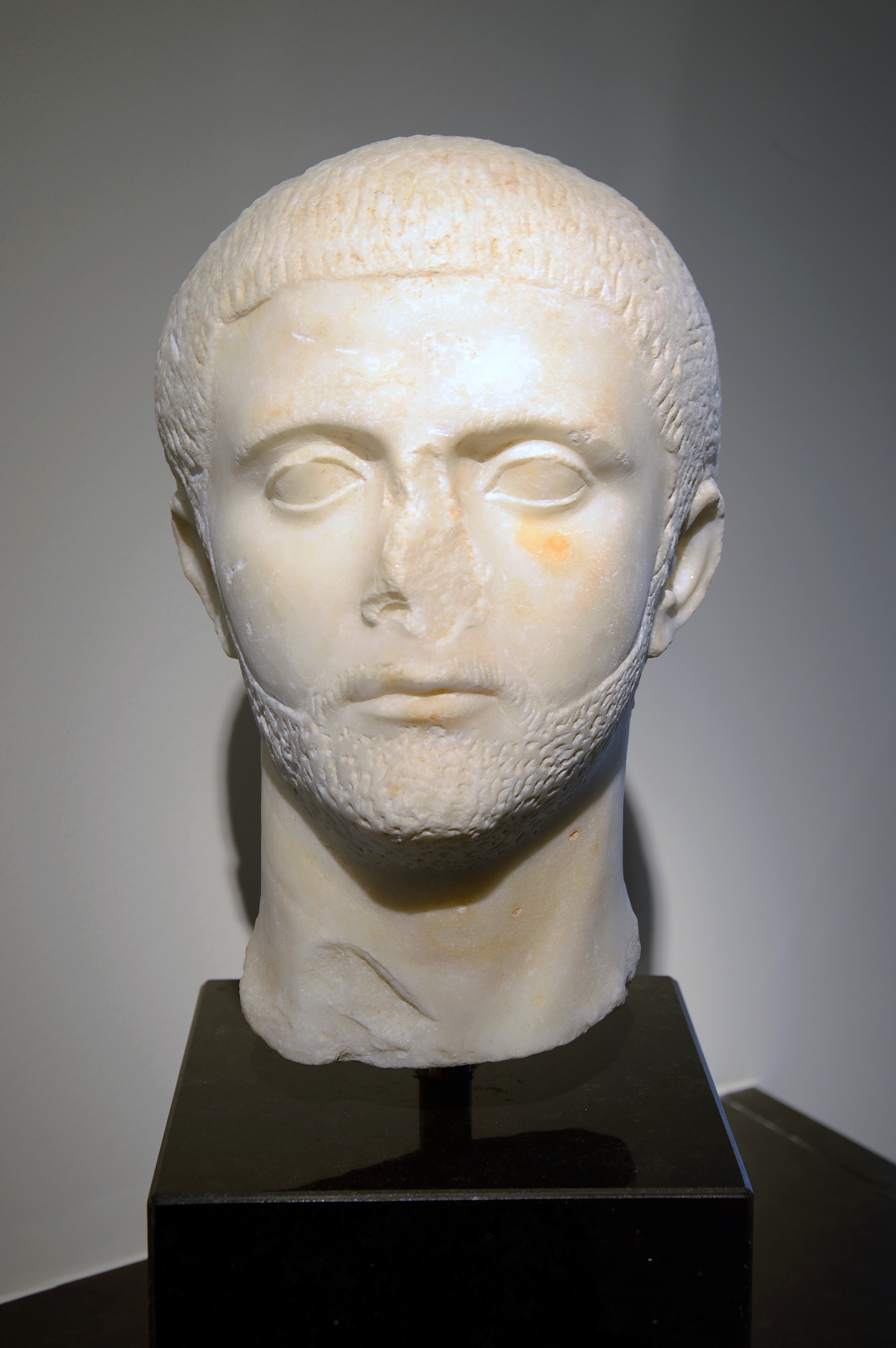
Testa di uomo
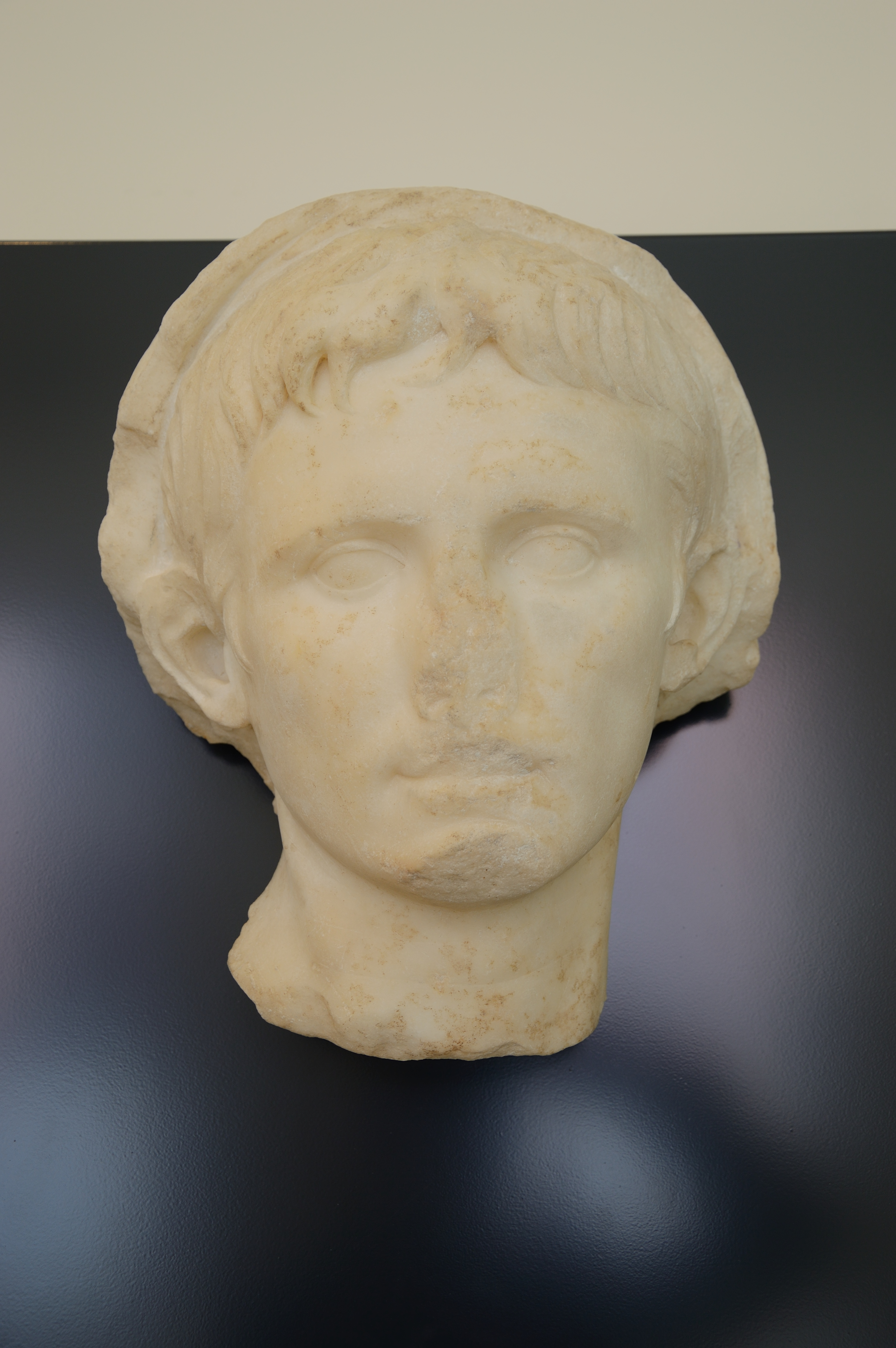
Statua di Augusto "Capite velato"
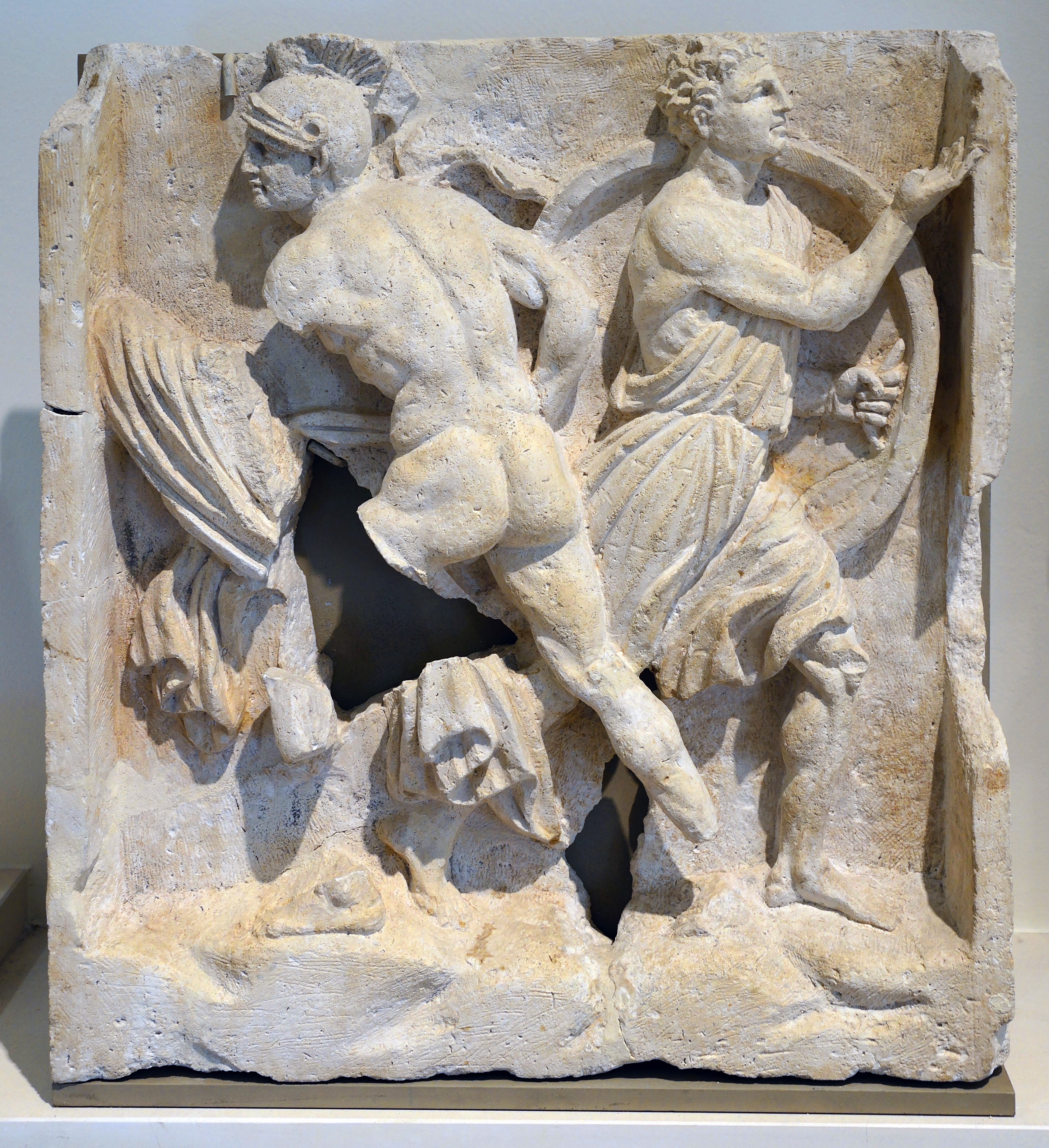
Metopa di monumento funerario
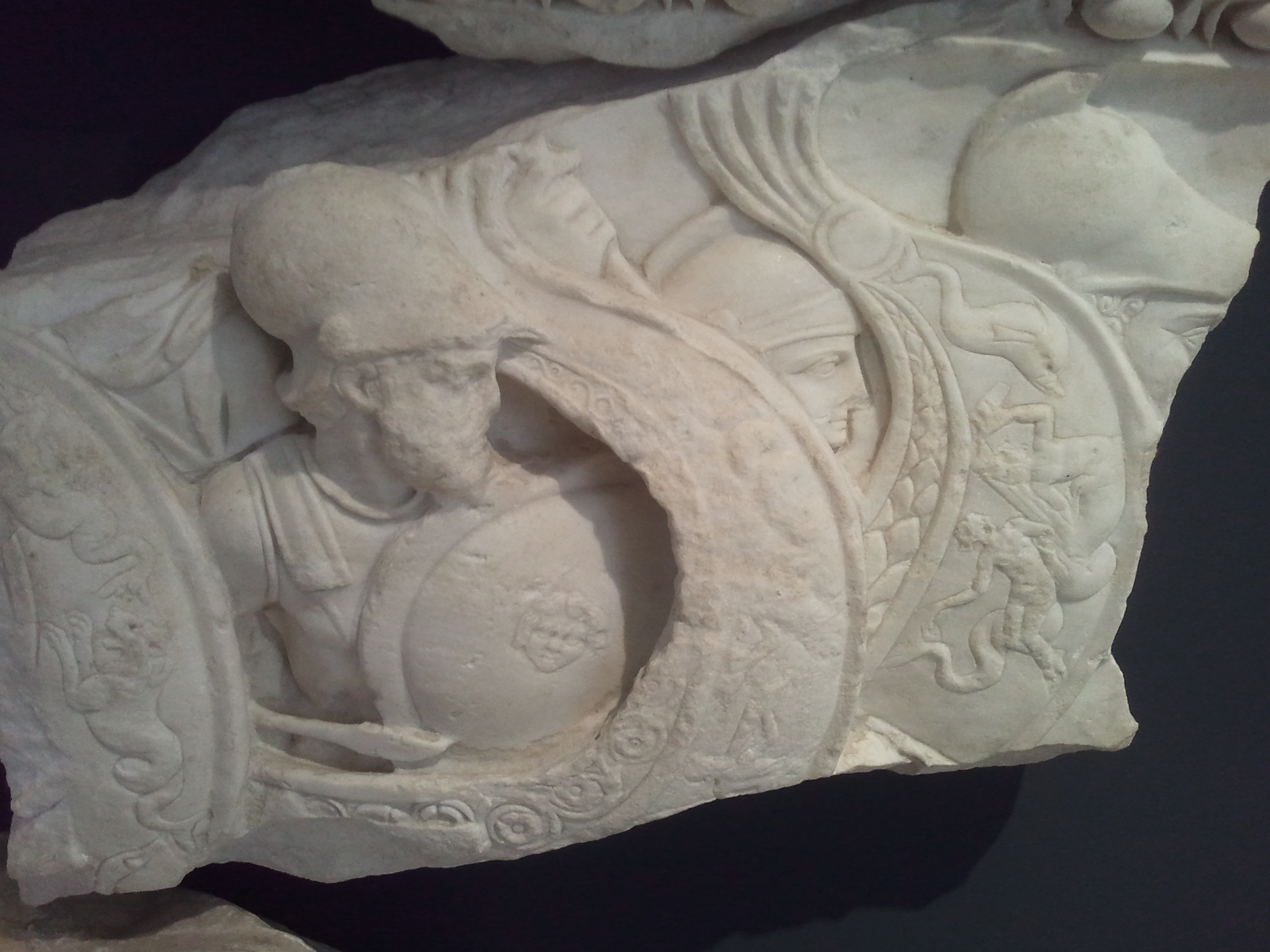
Pezzo di fregio da un sacrofago attico con scena di "assalto alle navi" (II sec.), attribuito al "Maestro della battaglia delle navi".
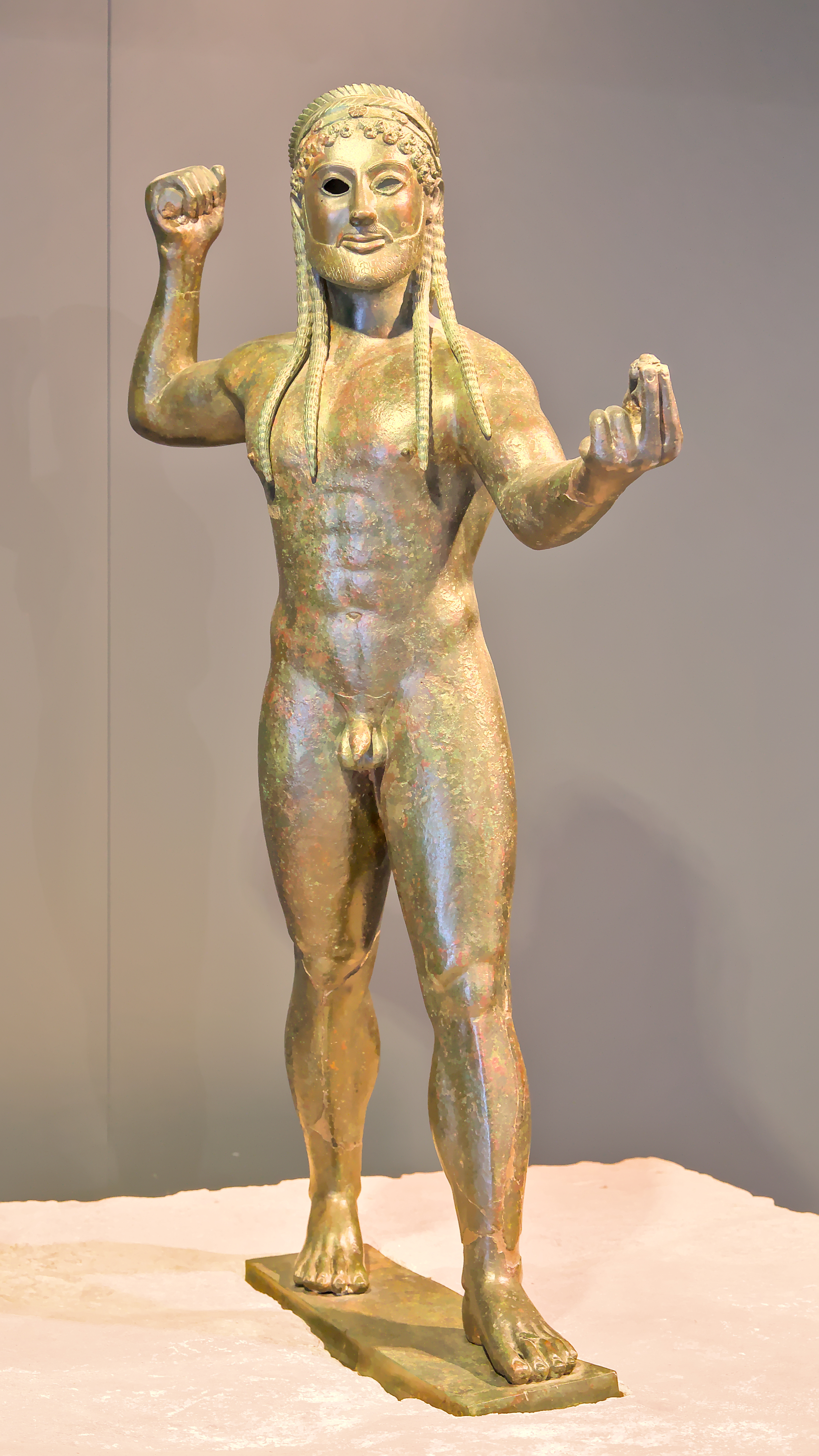
Zeus di Ugento
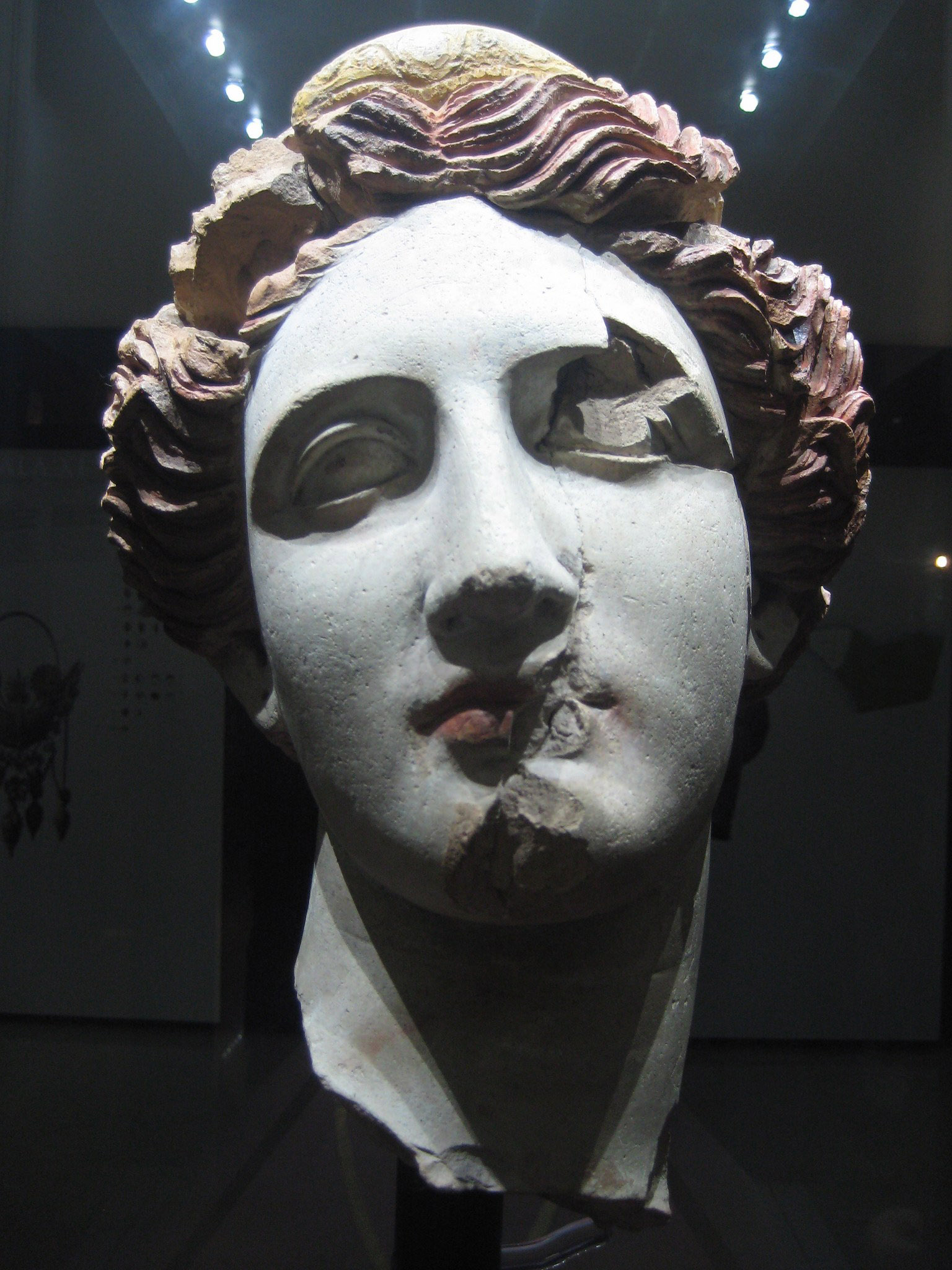
Testa di donna in terra cotta, IV secolo a.C.
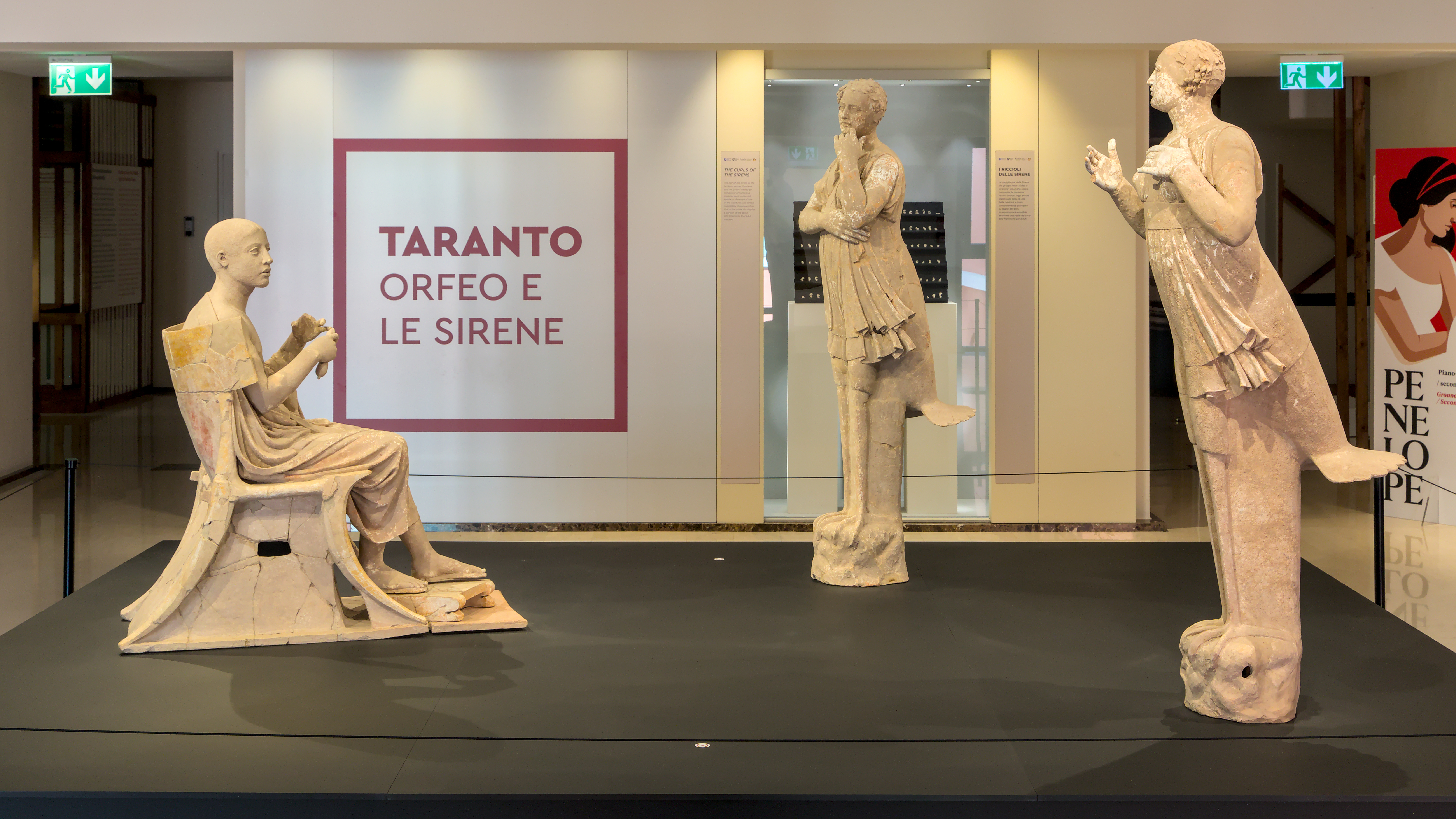
Orfeo e le sirene
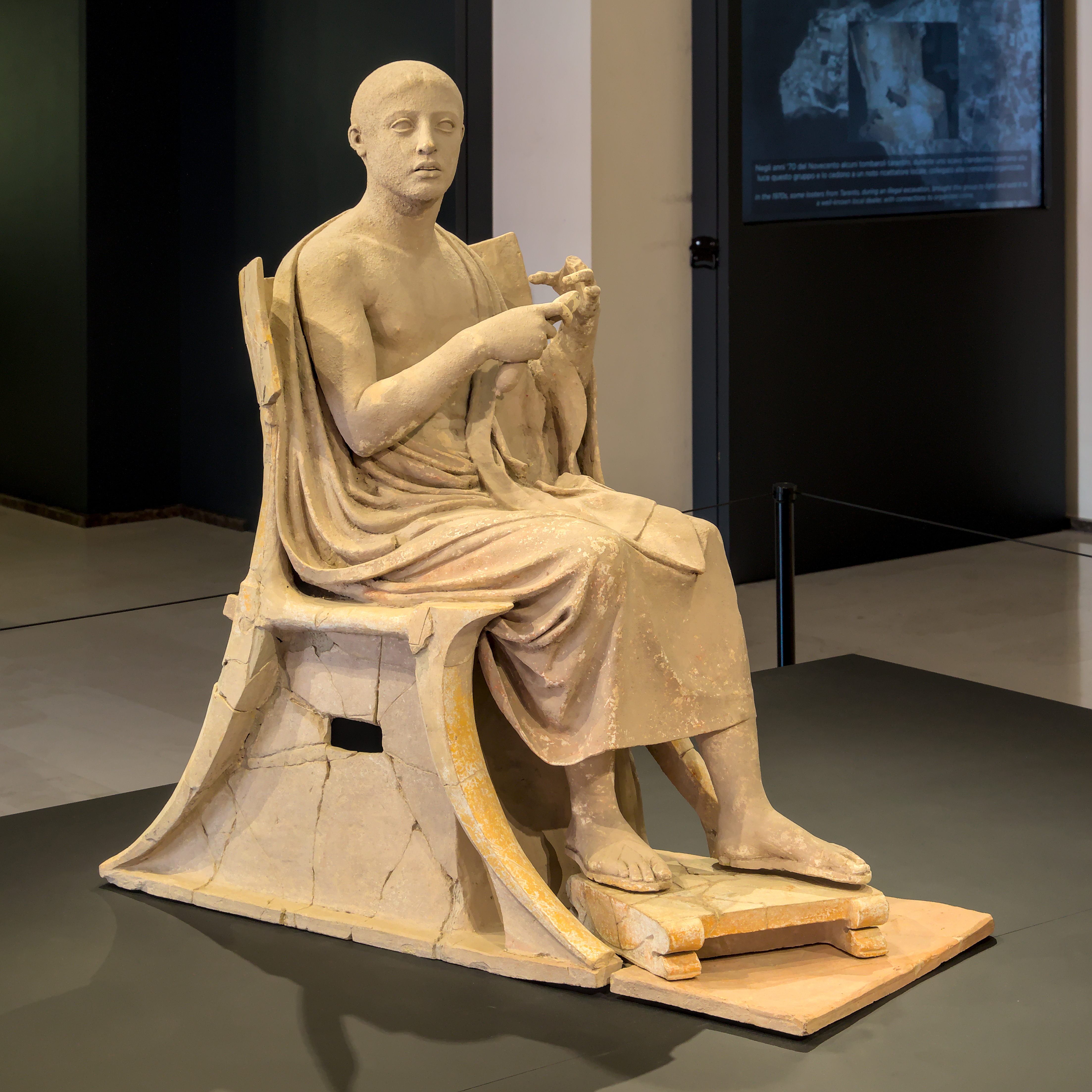
Orfeo
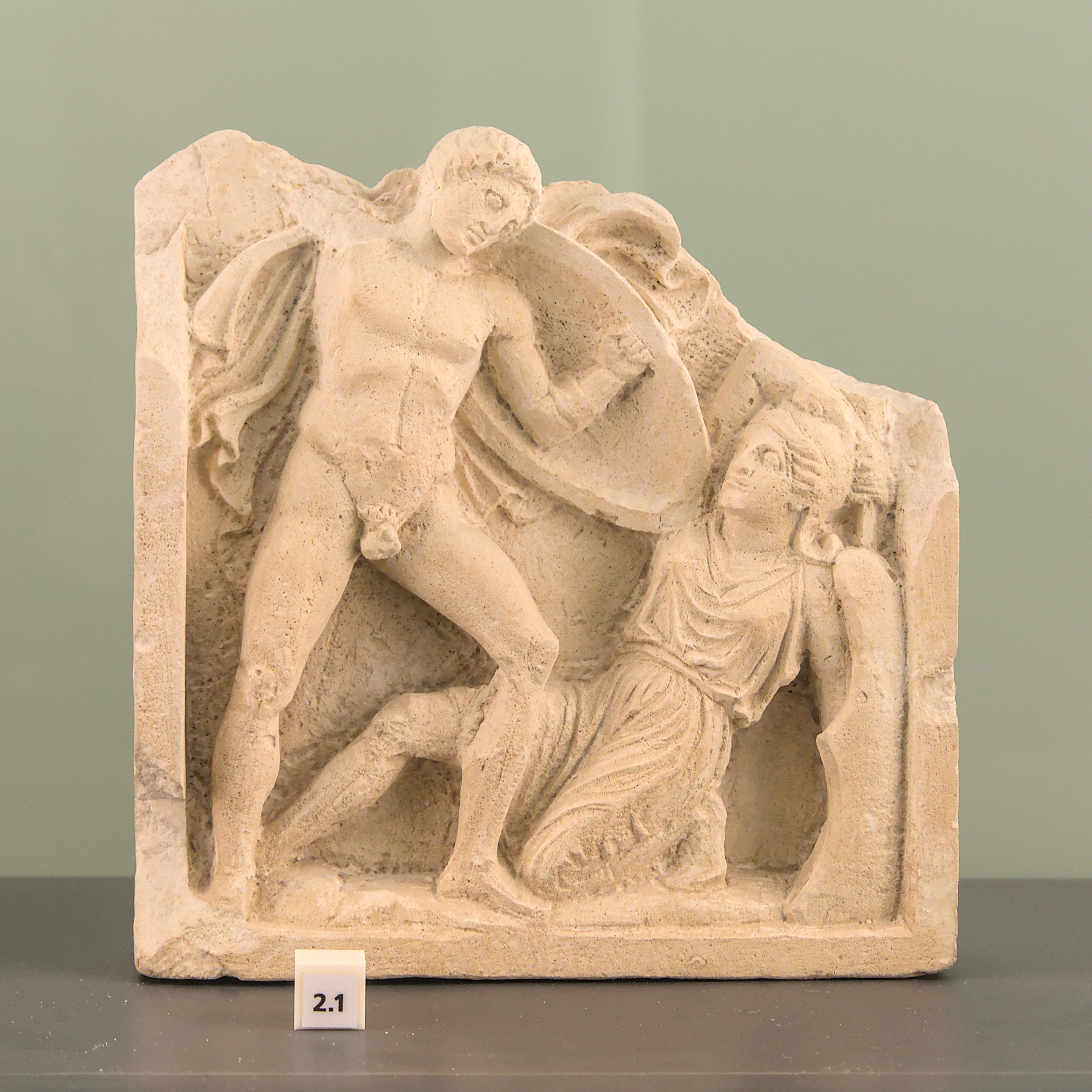
Metopa raffigurante una scena di battaglia tra un guerriero greco e un'amazzone, III secolo a.C.

### Opere vascolari

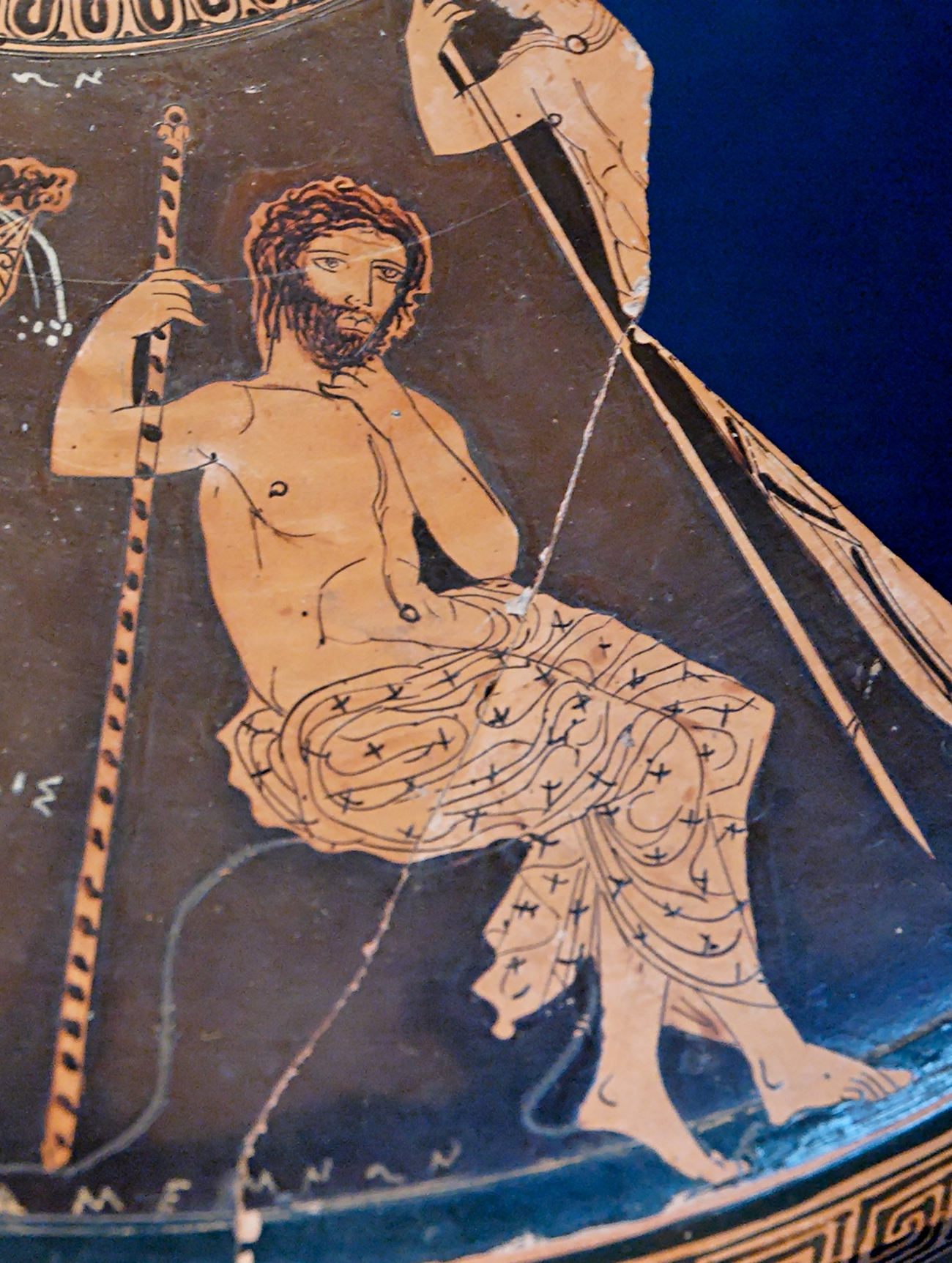
Agamennone seduto su una roccia Frammento del coperchio di un Lekanis attico a figure rosse dal Circolo del Pittore di Midia , 410-400 a.C.
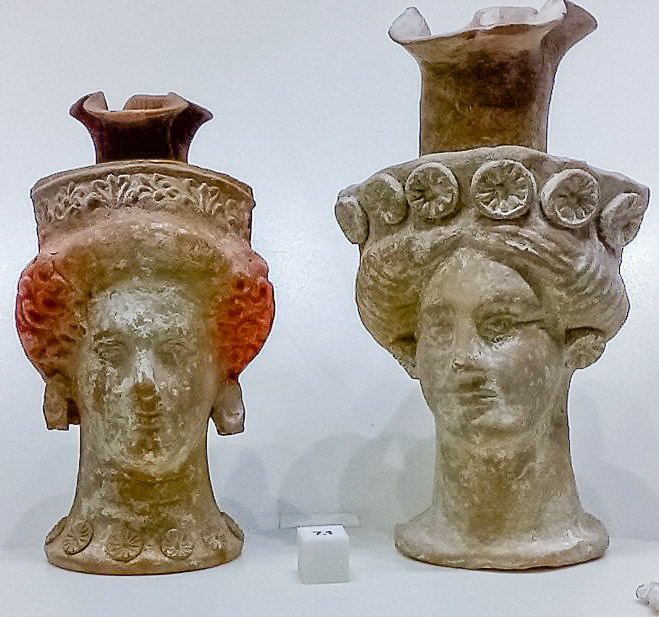
Due oinochoe con corpo in forma di testa femminile, detti anche oinochoe configurate, di manifattura apule
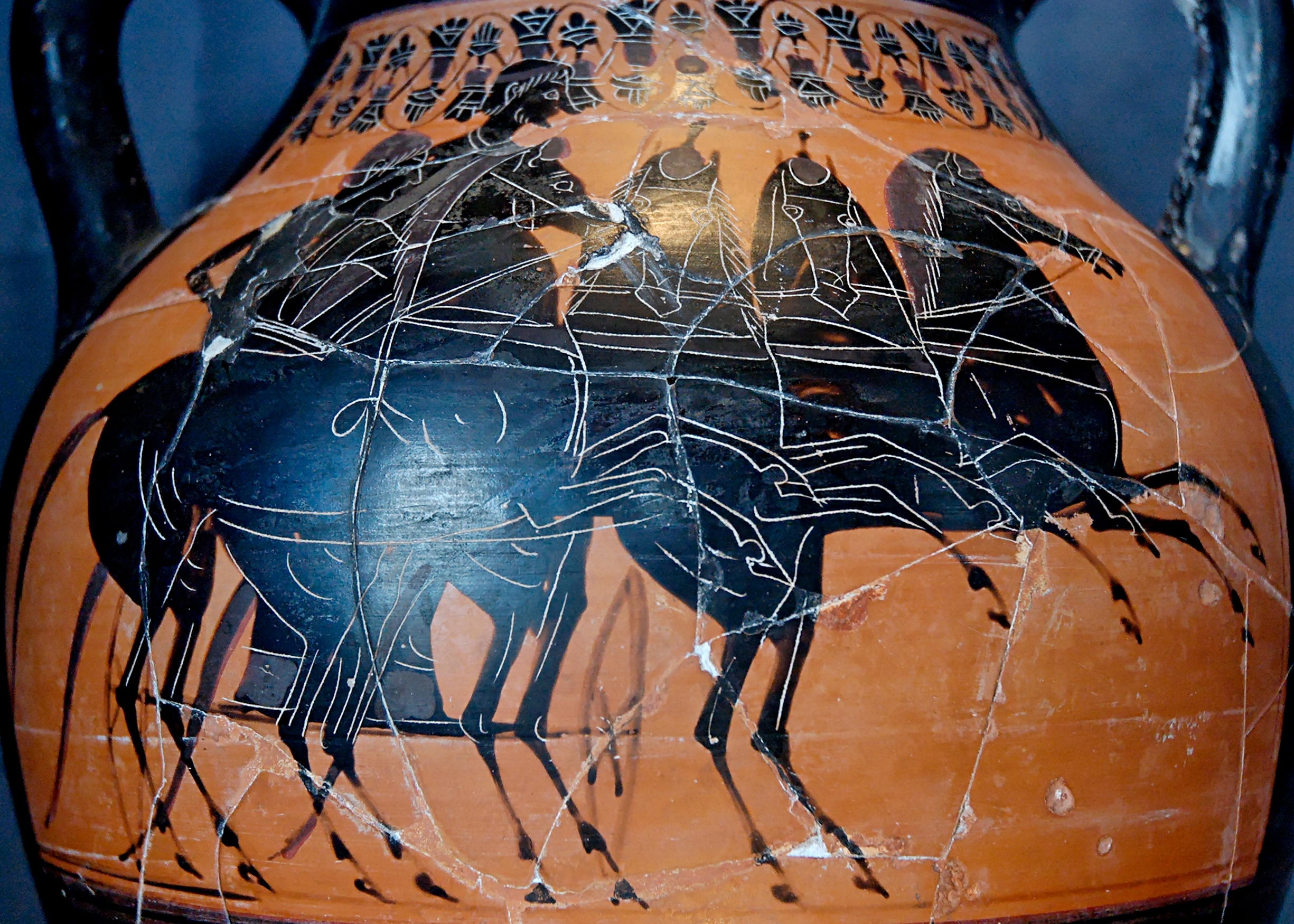
Corsa dei carri alla curva. Anfora a figure nere.
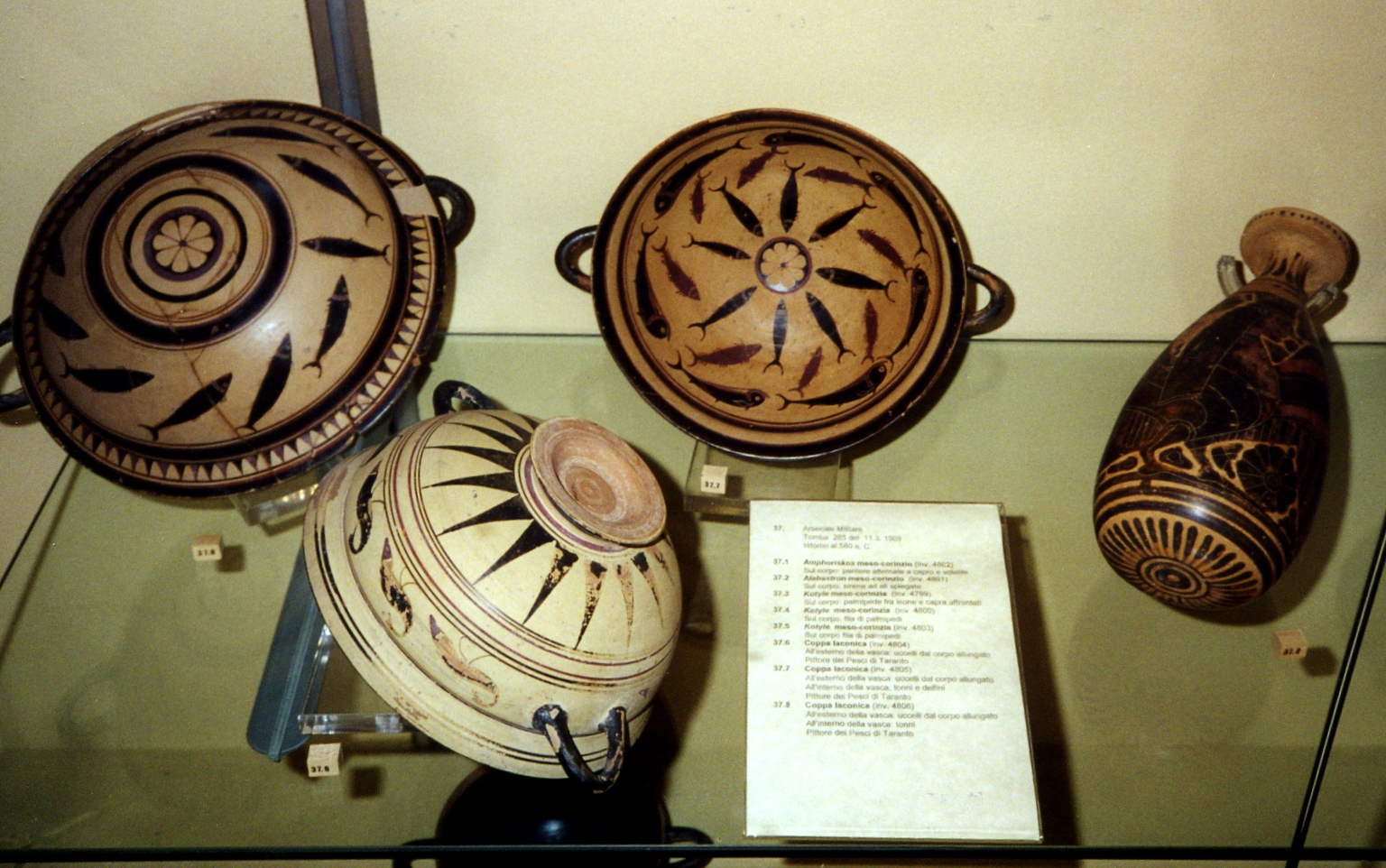
Ceramiche risalenti al 580 a.C.
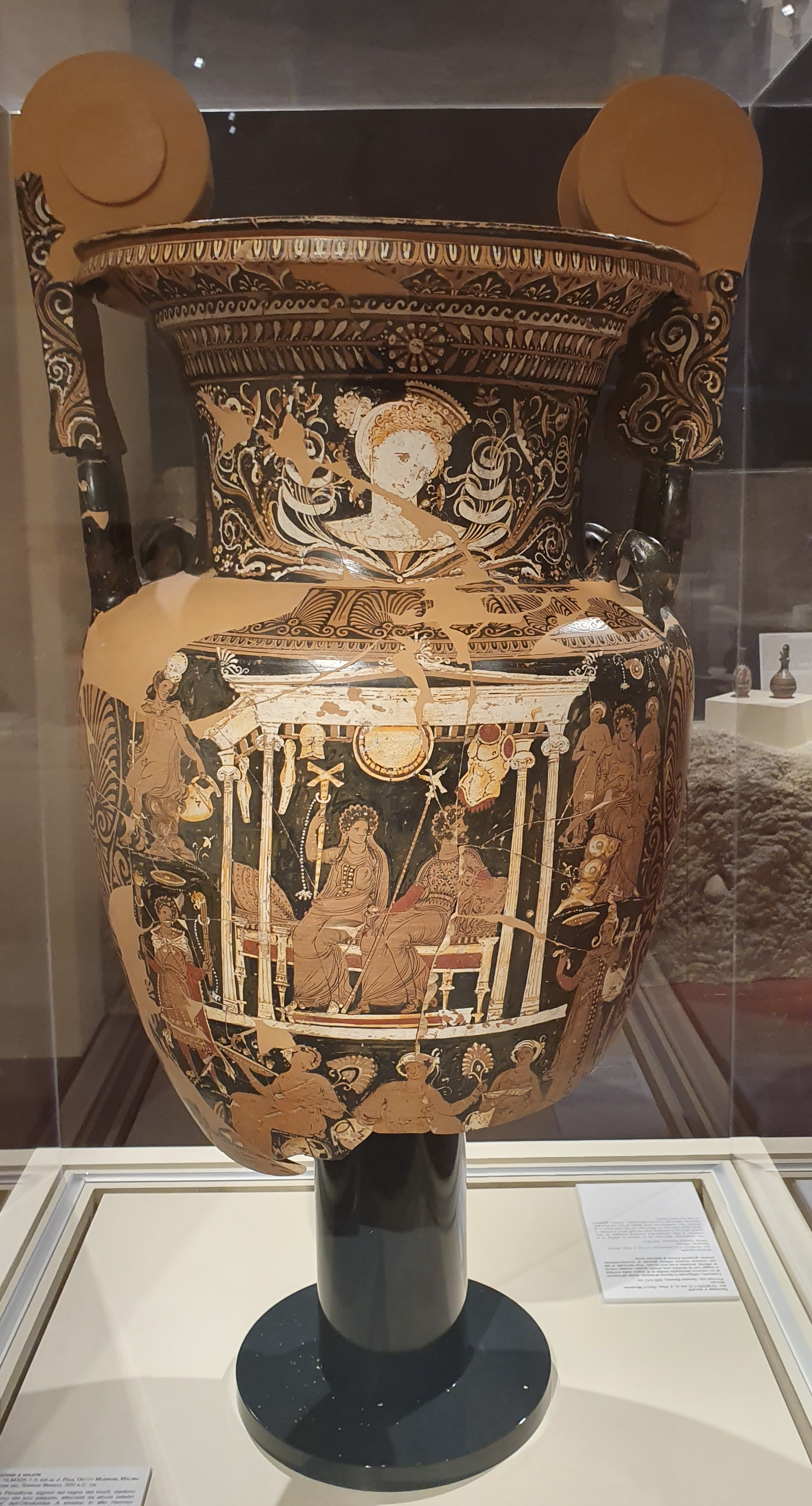
I signori del regno dei morti, Persefone e Ade, sono raffigurati nell'Oltretomba, accompagnati da Hermes Psicopompo, Hekate, Megara, Orfeo e le Danaidi.
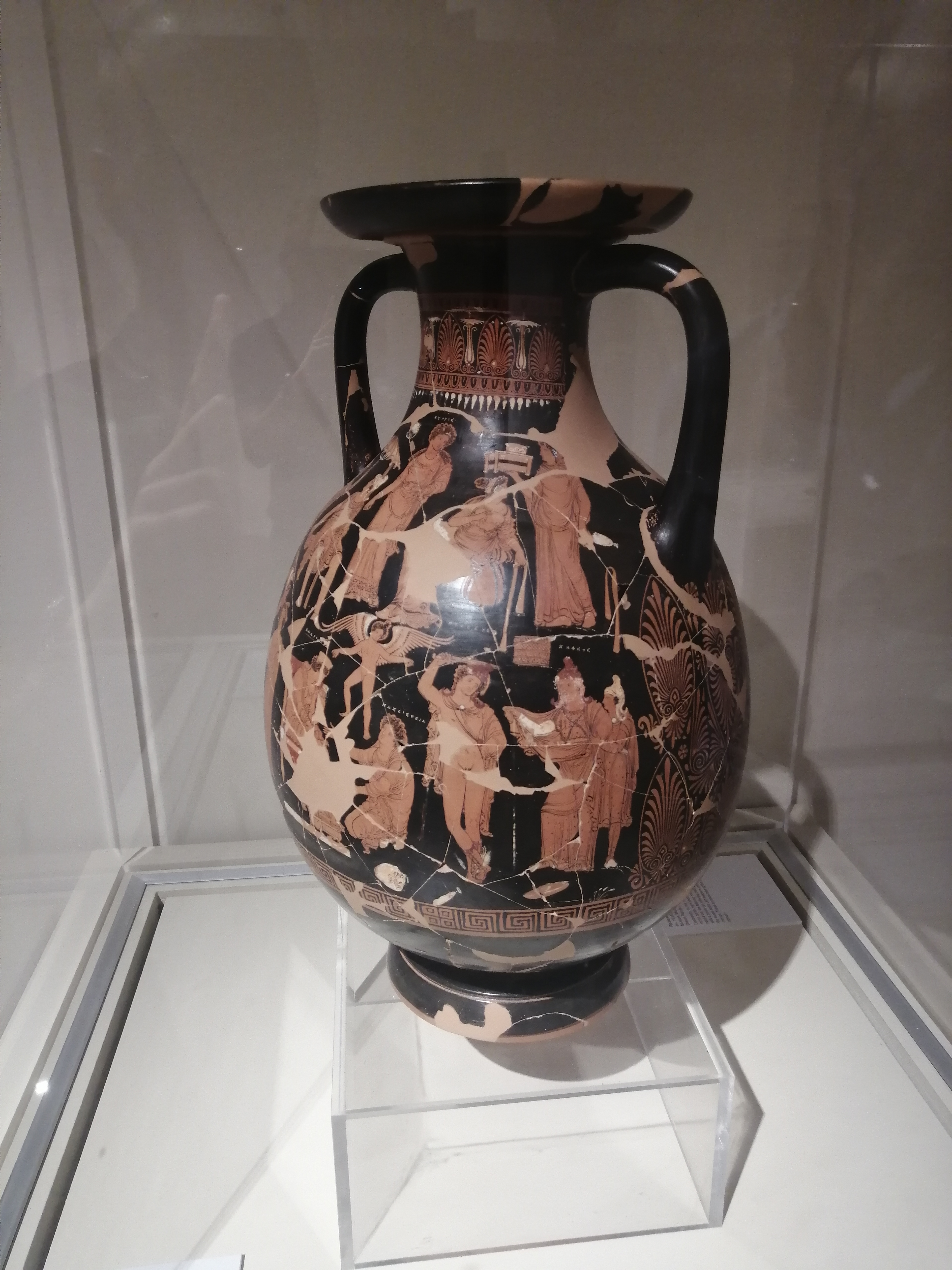
Raffigurati al centro del vaso Andromeda, seduta sul trono e, di fronte, la madre Cassiopea. Sulla parte destra sono rappresentati Perseo e Cefeo, trattenuto da un giovane. Intorno a loro ci sono numerose figure con vesti orientali, tipiche del regno di Etiopia. Al centro è raffigurato un Erote, mentre a sinistra è raffigurata Hormonia, personificazione della concordia. Nella parte superiore sono raffigurate delle fanciulle che allestiscono i preparativi per le nozze.

### Oggettistica

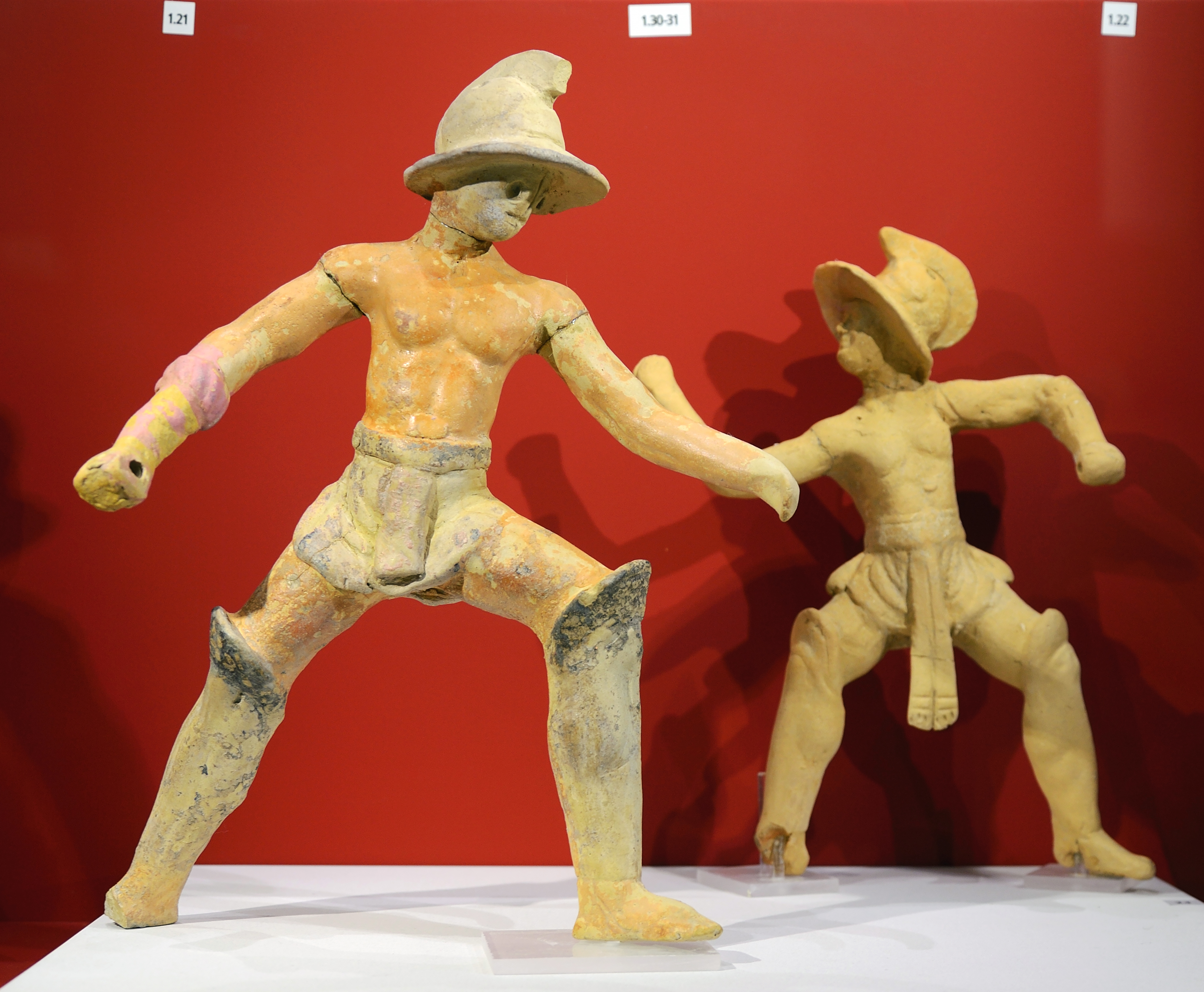
Statue di gladiatori in terracotta
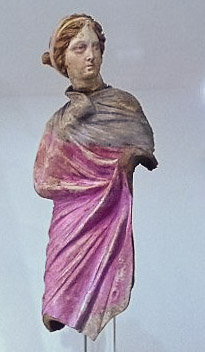
Statuetta in terracotta policroma. Museo archeologico nazionale di Taranto – Italia.
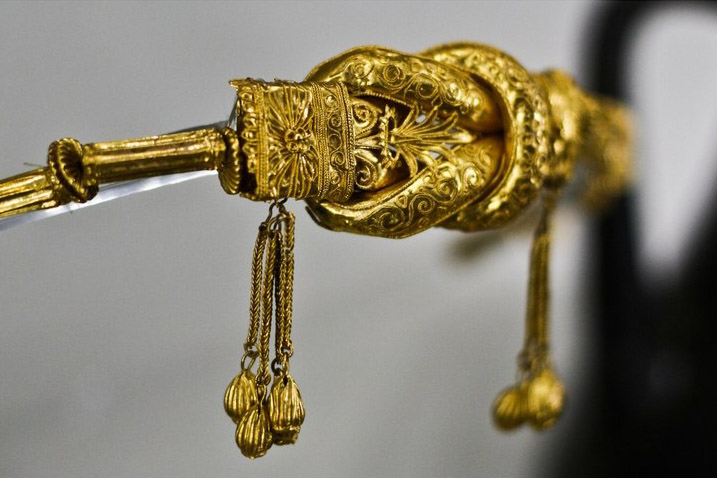
Braccialetto in oro con estremità lavorate con temi figurativi
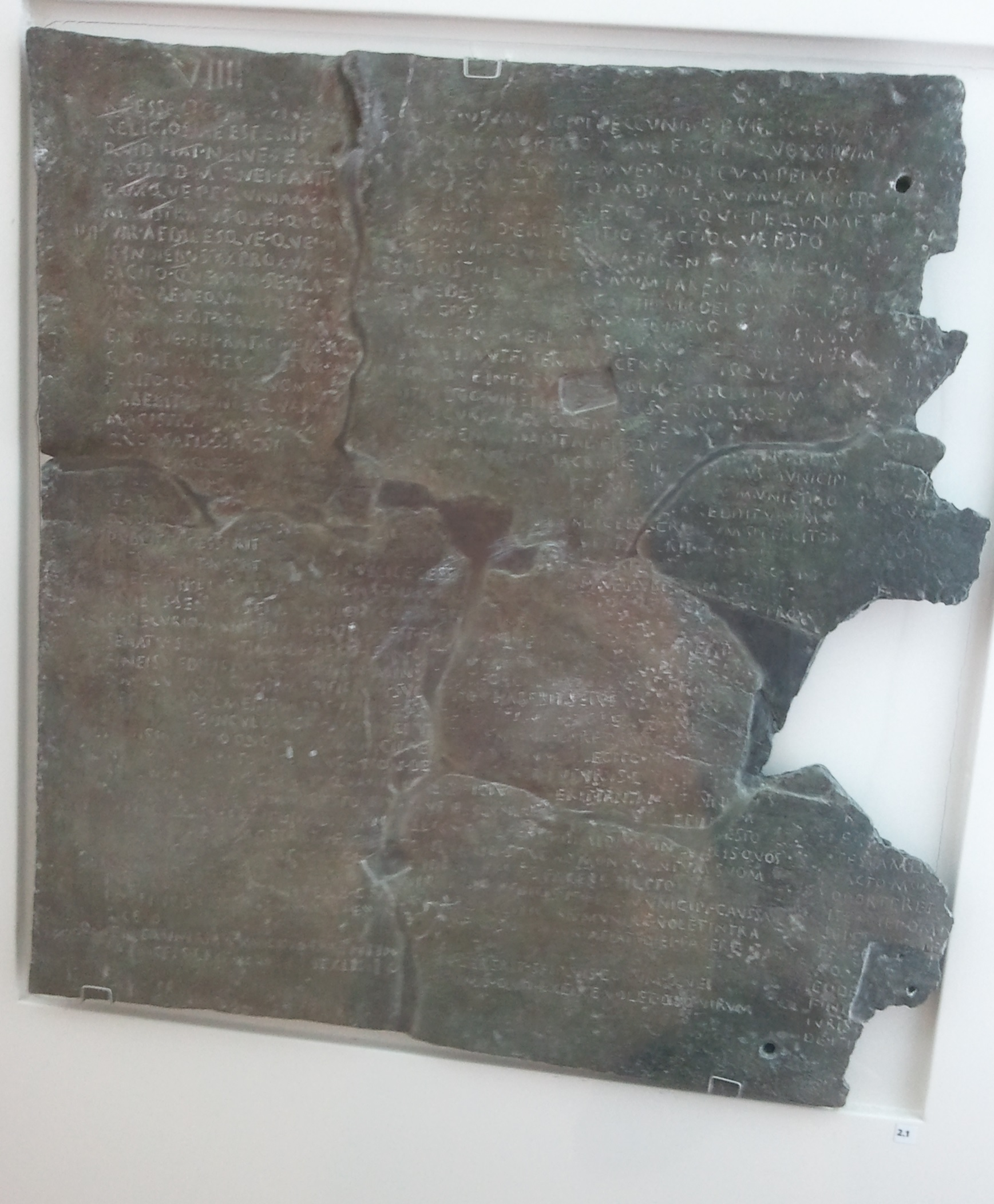
Copia del frammento in lamina bronzea della Lex Municipii Tarentini
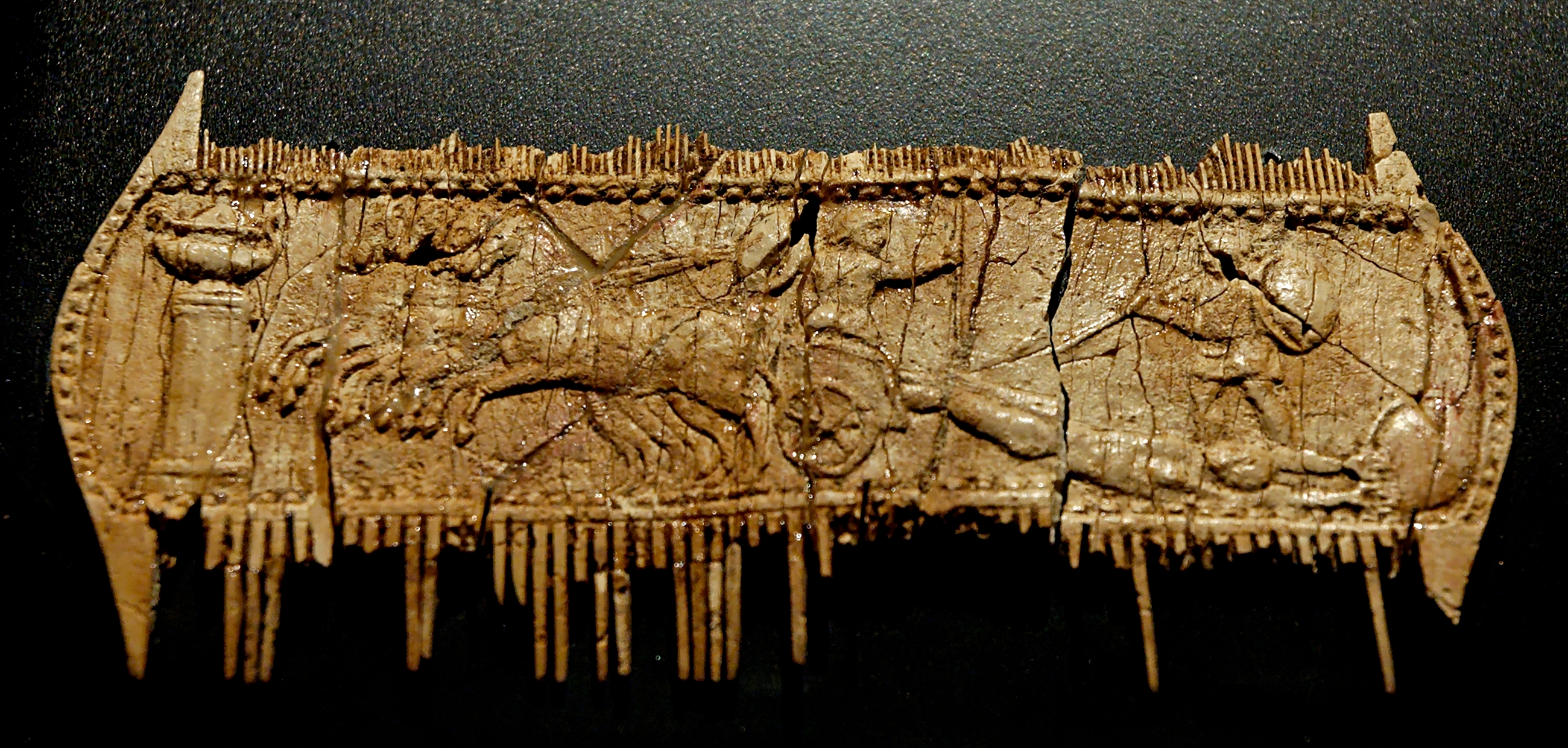
Pettine con Achille trascina il corpo di Ettore dietro il carro
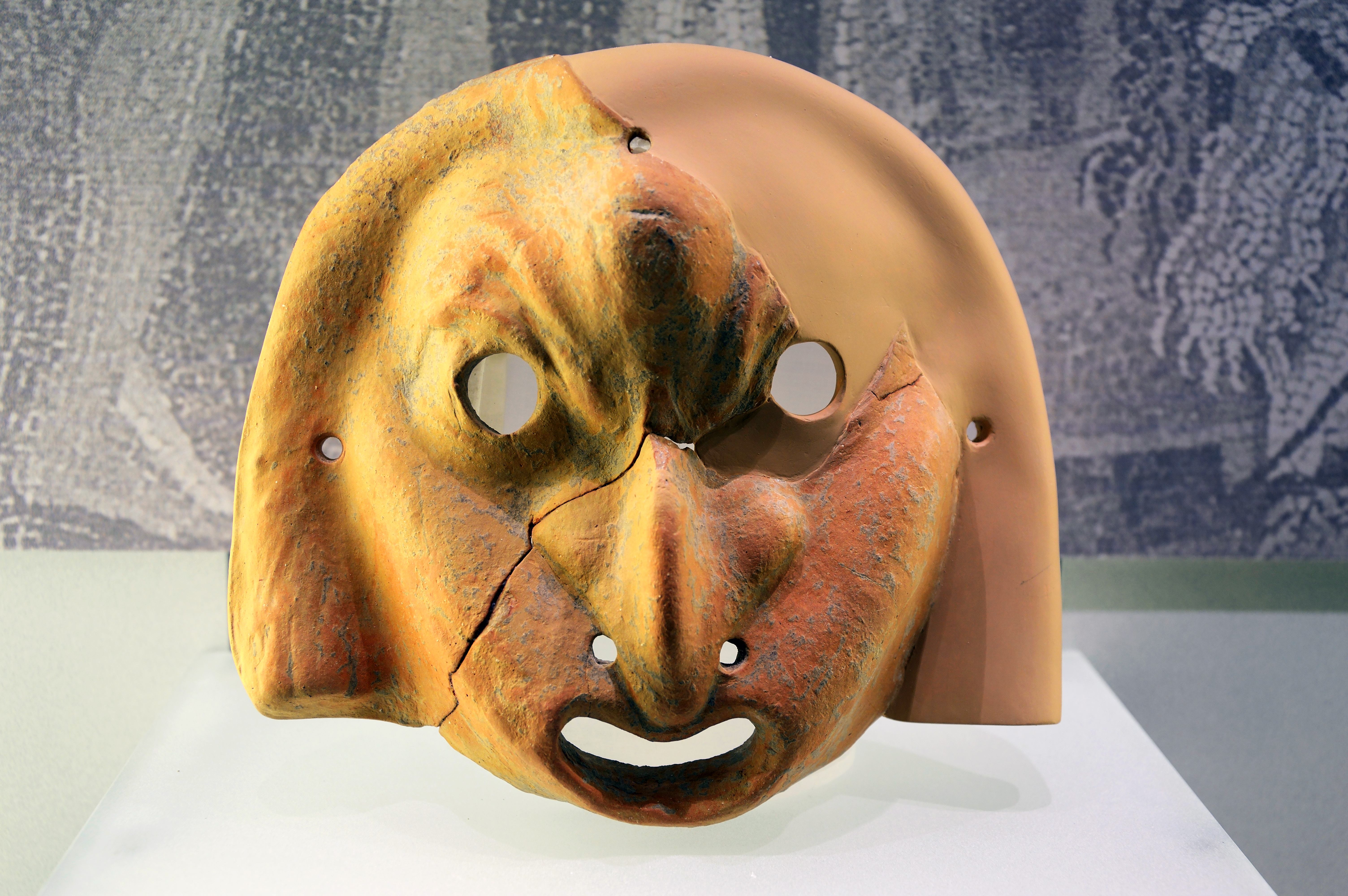
Maschera greca in terracotta
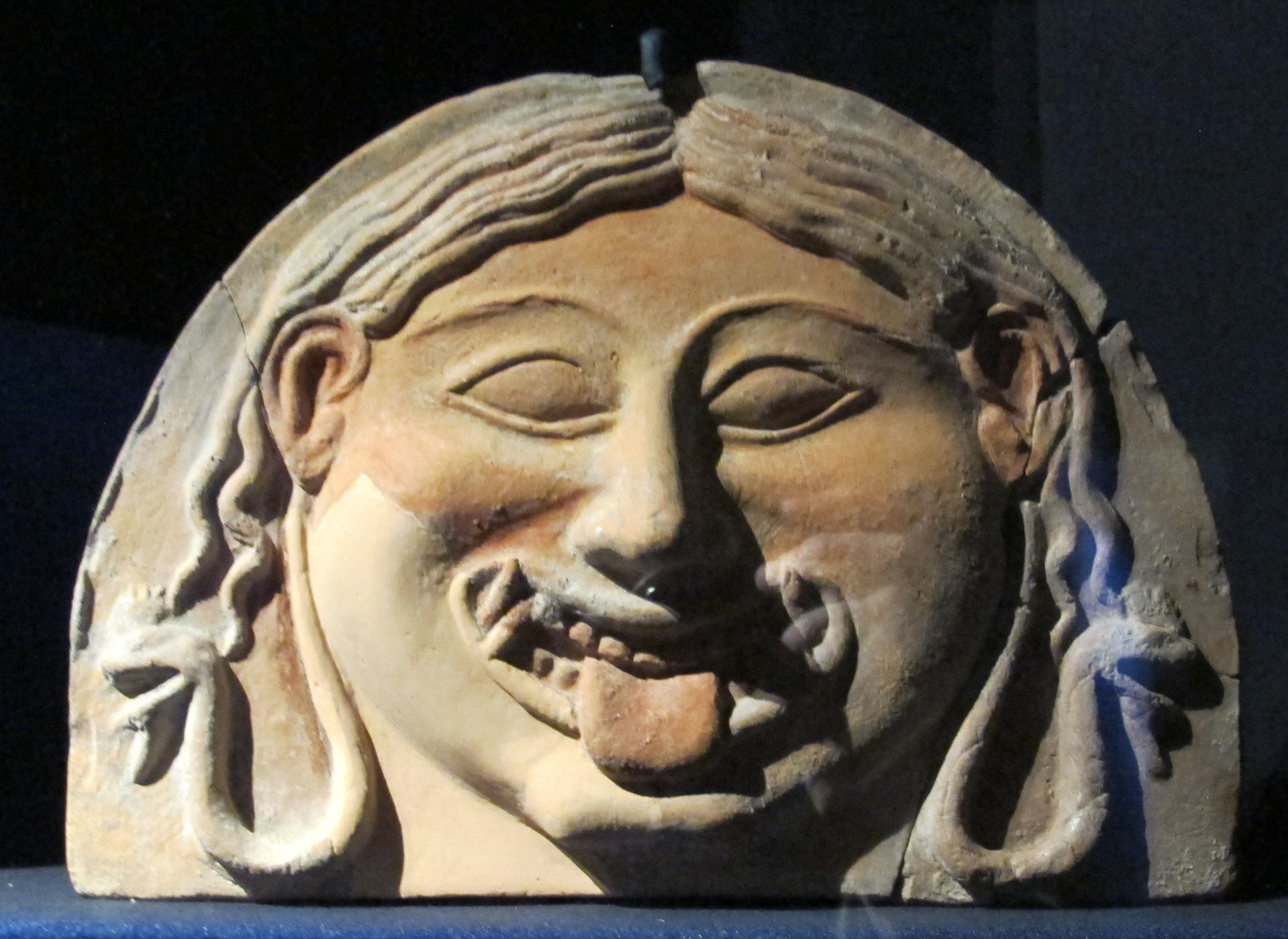
Antefissa semiellittica con gorgone
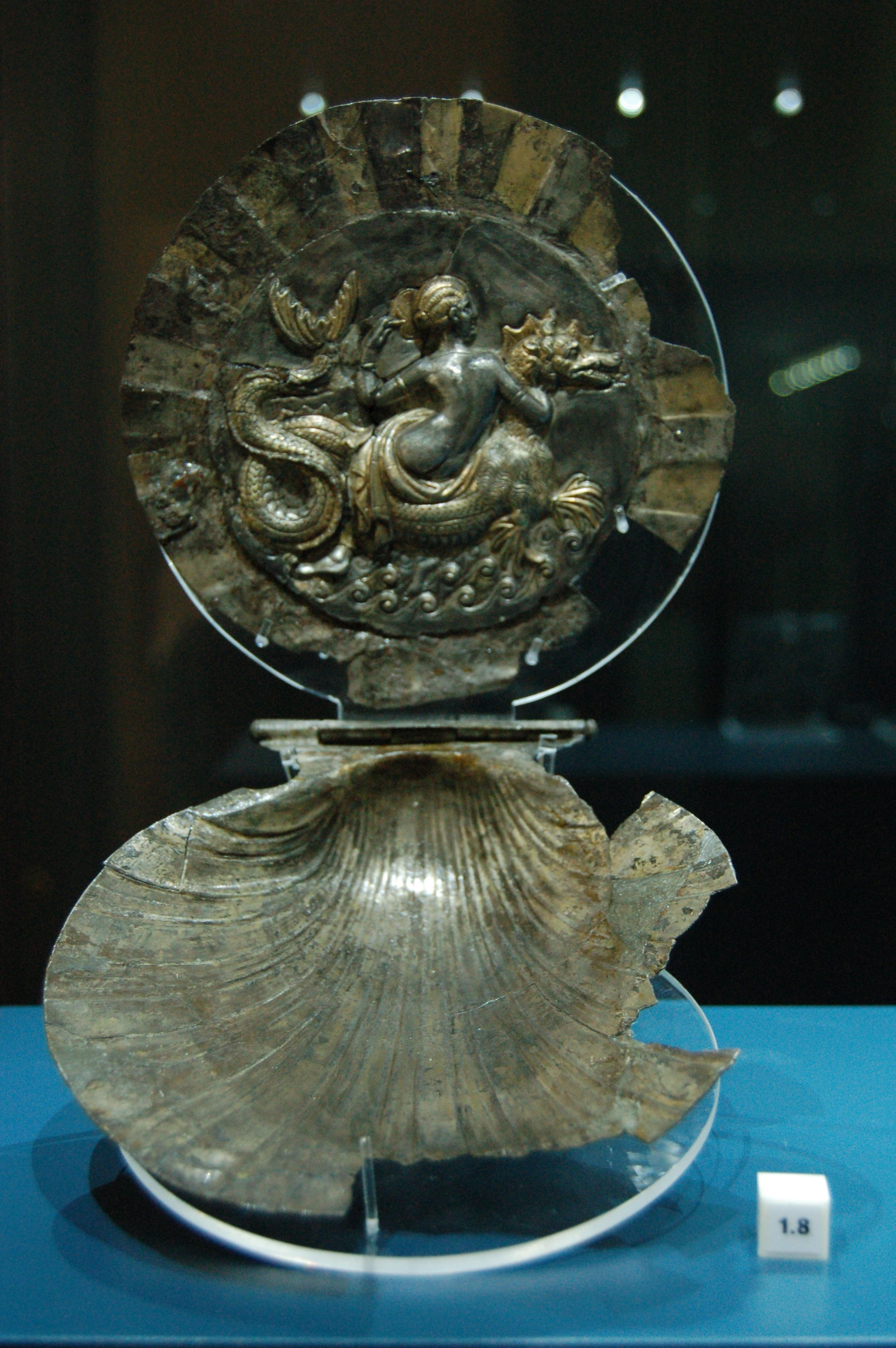
Scatola a forma di due valve che imitano la forma del Pecten Jacobaeus
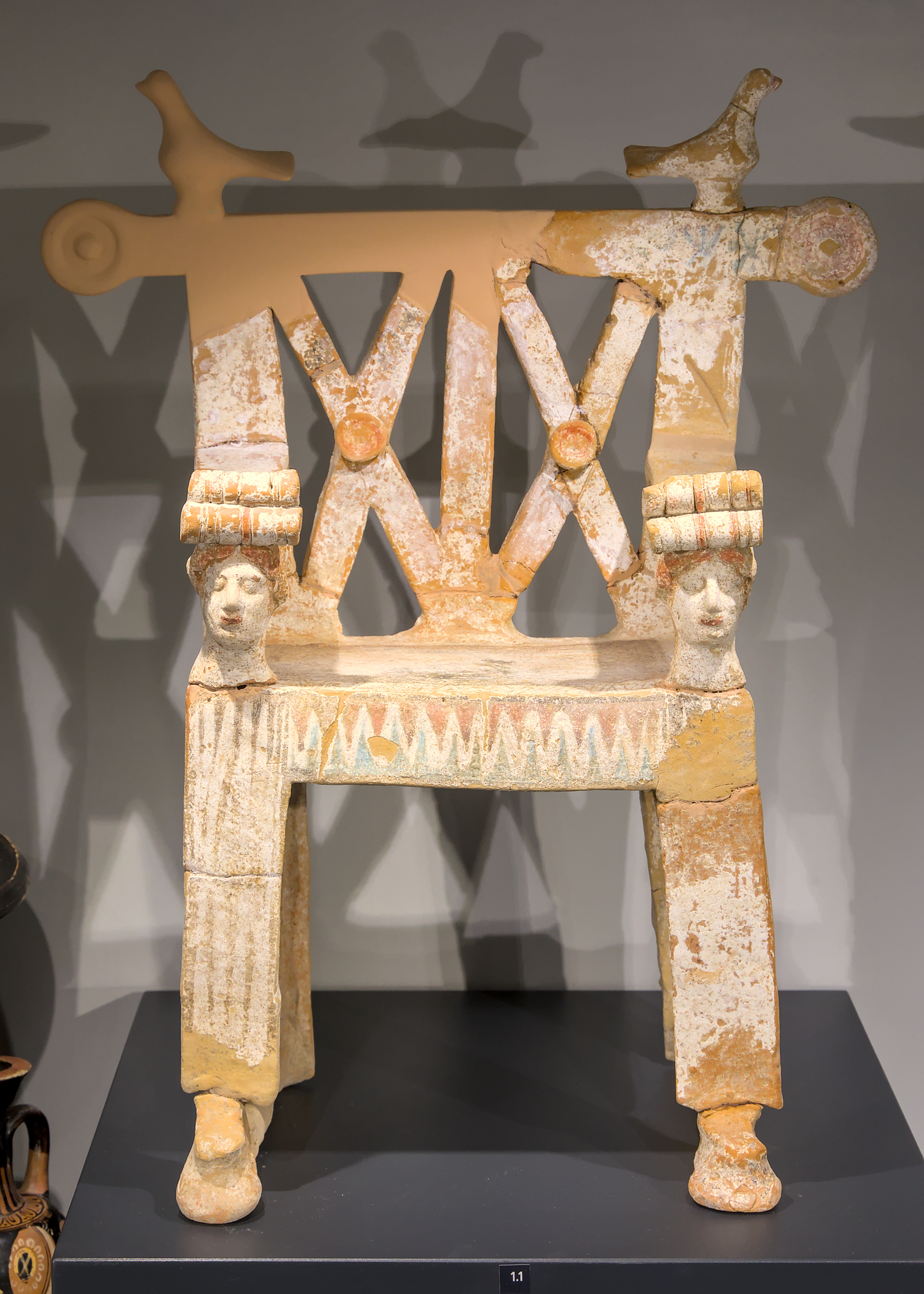
Sedia in terracotta policroma

### Mosaici

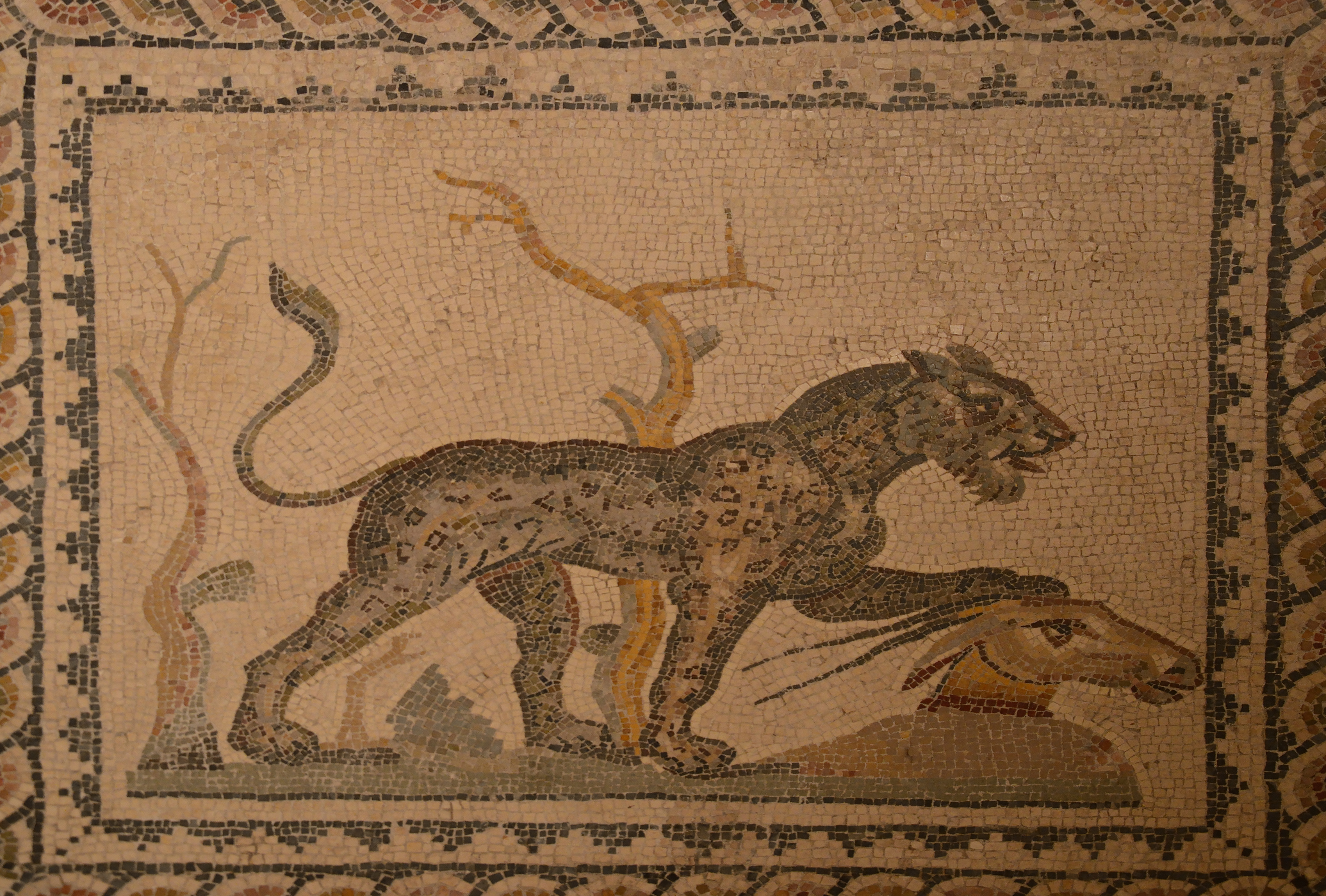
Mosaico con una pantera e la testa di una capra
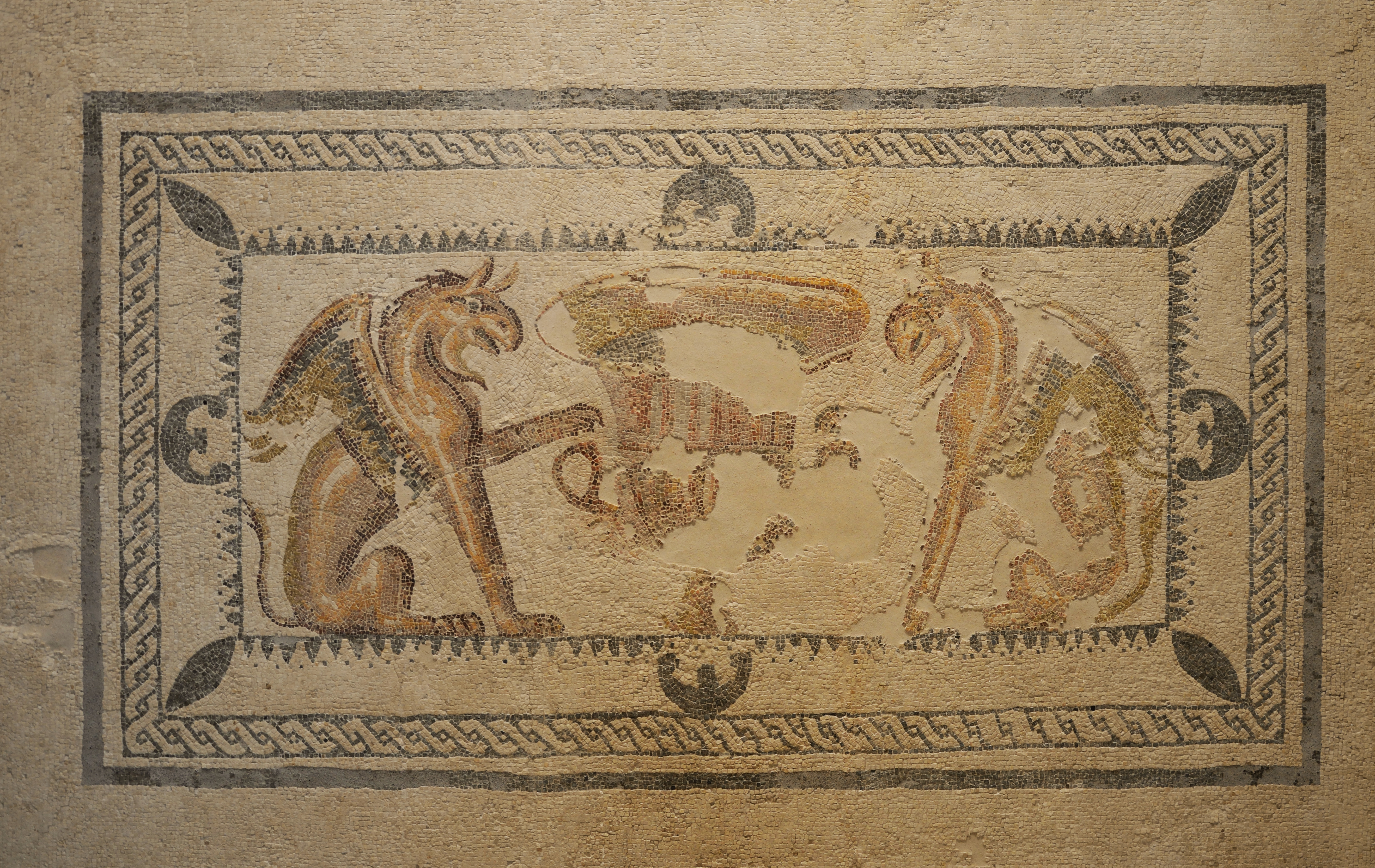
Mosaico con grifoni
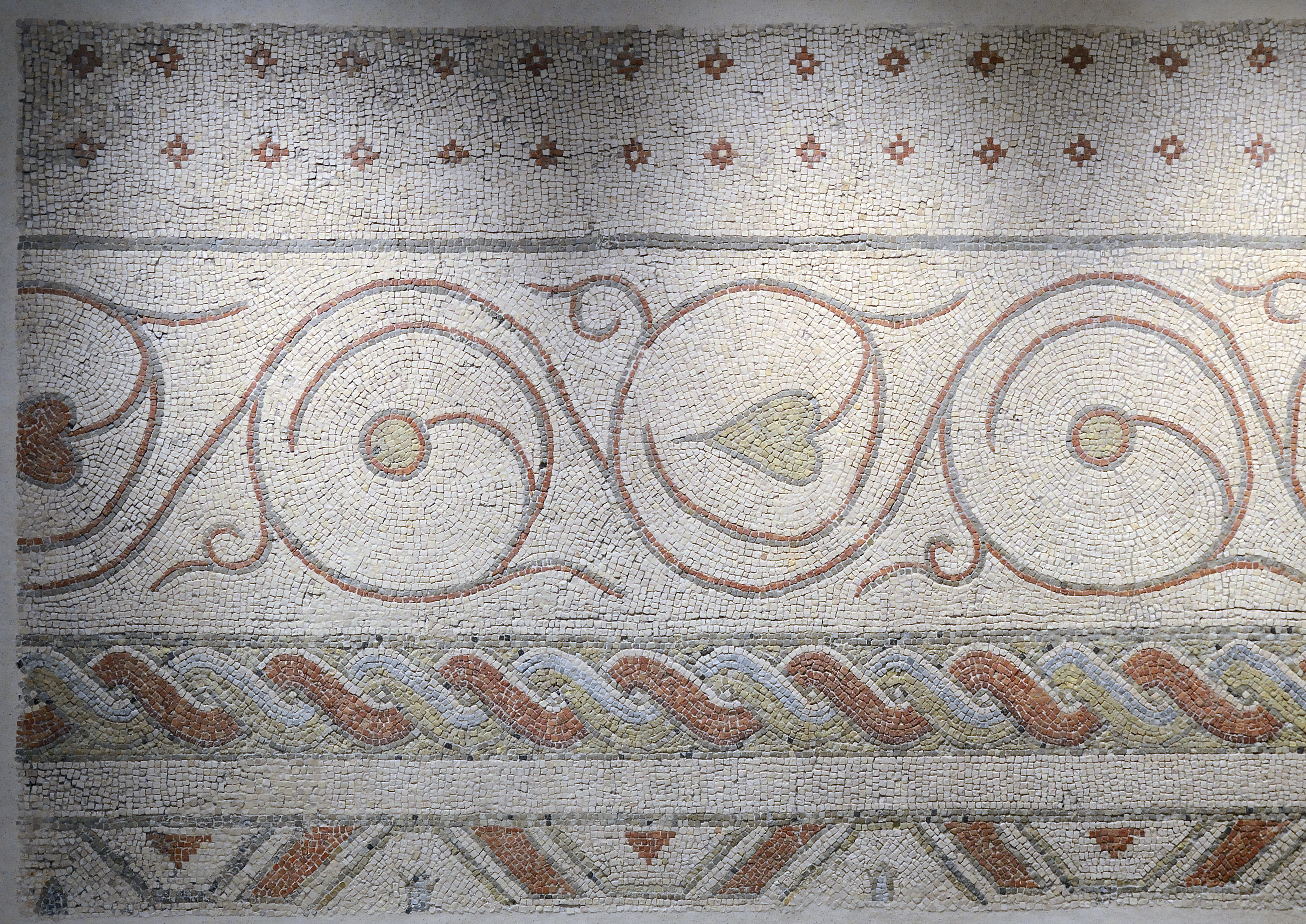
Mosaico
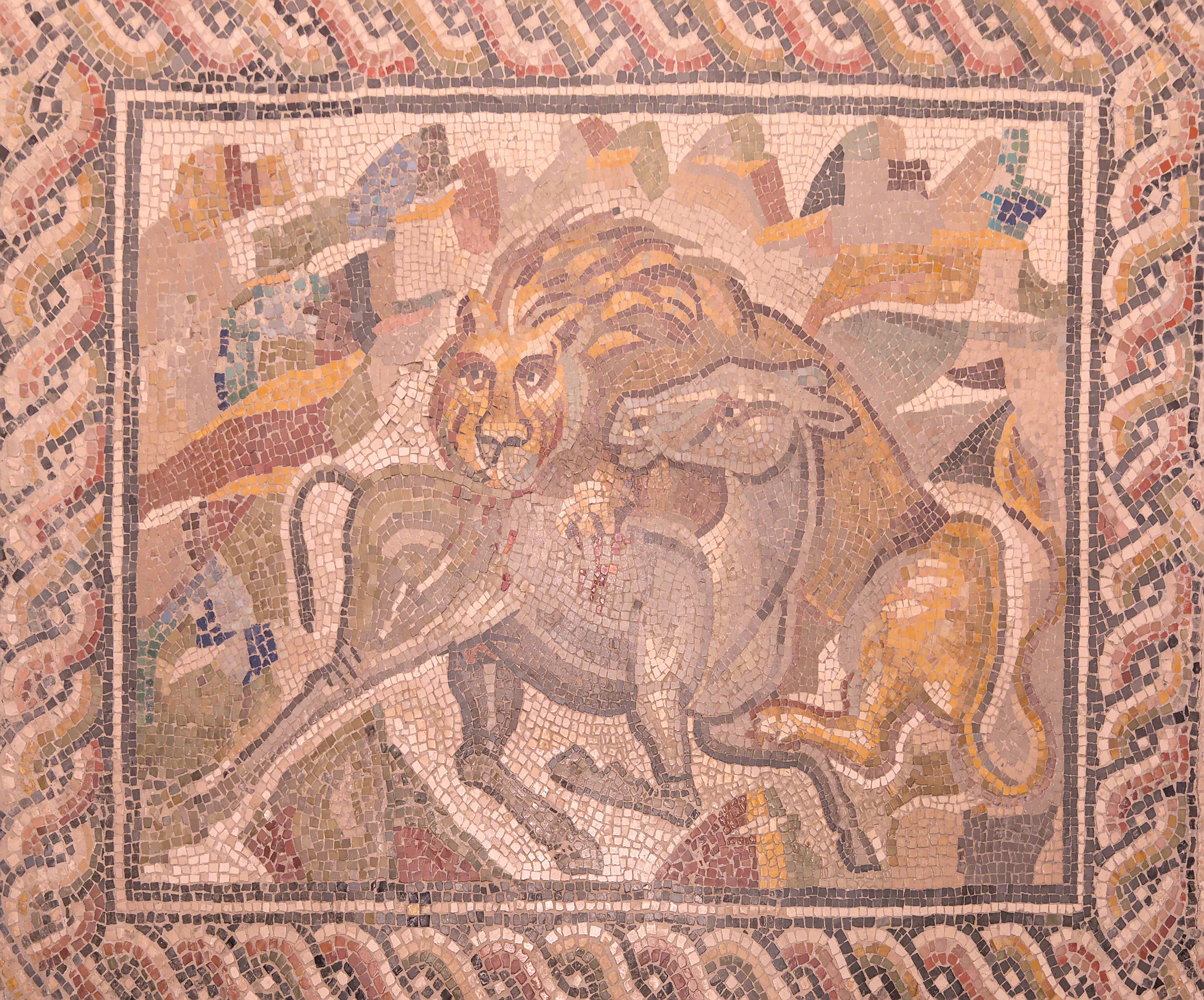
Mosaico

### Numismatica

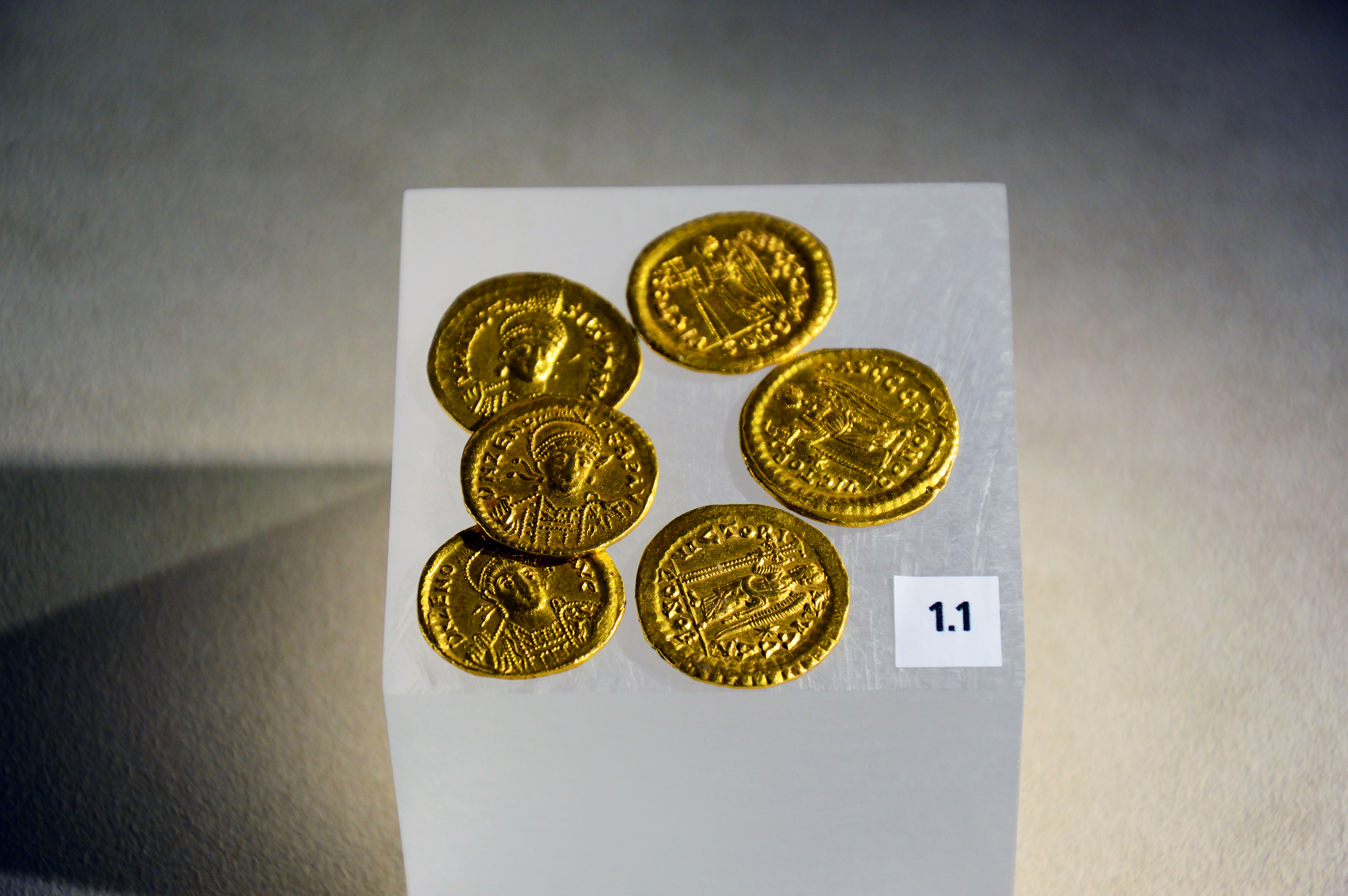
Monete auree

### Opere pittoriche

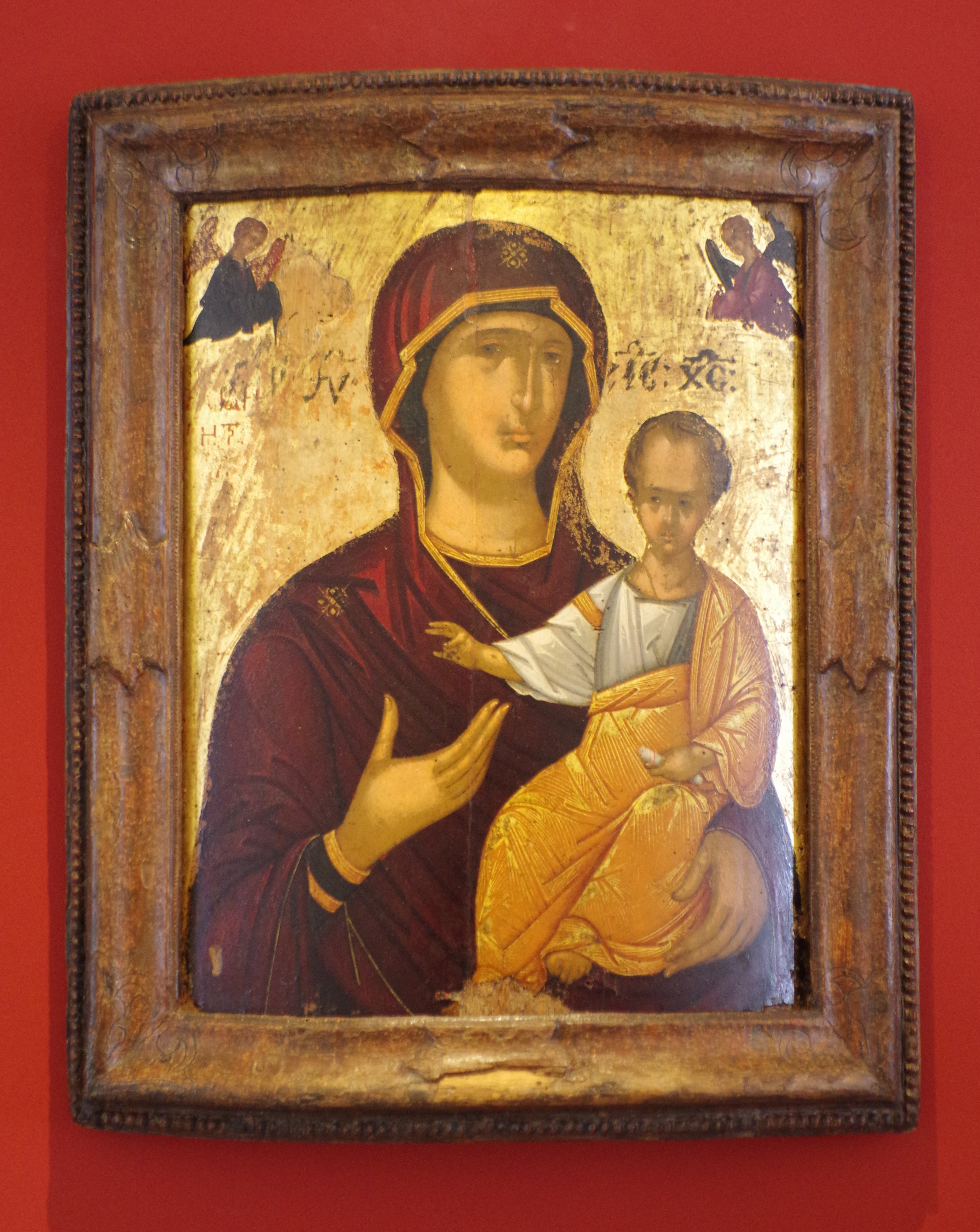
Icona bizantina, ascritta tra la fine del XV e gli inizi del XVI secolo